# Организованная преступность в Таджикистане
Организованная преступность в Таджикистане имеет долгую историю и свои региональные особенности (большое влияние на формирование этого явления оказала клановая структура таджикского общества). Близость такой традиционно неспокойной страны, как Афганистан, и сложная экономическая ситуация, которую в значительной мере усугубила Гражданская война 1992—1997 годов, стали той питательной средой, в которой расцвела организованная преступность Таджикистана. В результате гражданской войны произошёл фактический распад Таджикистана на этнокультурные области, населённые субэтническими группами таджиков, а также памирскими народами. Не искоренённые и после перемирия 1997 года бедность, насилие и всепроникающая коррупция привели к демографическим и этническим изменениям, а именно — породили волну беженцев, в том числе исход русскоязычного населения, и большой поток людей, устремившихся на заработки в Россию и в меньшей степени в Казахстан. Регионализм и сегодня представляется одним из важнейших факторов, определяющих как развитие республики в целом, так и структуру организованной преступности Таджикистана в частности. На местах власть почти повсеместно перешла к коррумпированным чиновникам, влиятельным коммерсантам и местным главарям криминальных группировок (нередко все эти ипостаси объединены в одной персоне). Для защиты своих прав население обращается к «своим» криминальным лидерам, территориальным и родовым мужским объединениям, не доверяя эту функцию государственному аппарату. В некоторых отдалённых районах наркотиками нередко рассчитываются при приобретении домов, автомобилей или скота.

## История
С середины XIX века приграничные афганцы и таджики активно занимались перевозкой опиума из Индии через Афганистан и Памир в Бухару, Хиву, Семиречье, а также в Сибирь, Москву и Нижний Новгород (бухарцы, например, в обмен продавали им ткани). В результате территориально-национального размежевания 1924 года в состав Таджикской АССР были включены отдельные земли Туркестанского генерал-губернаторства, входившие прежде в Кокандское ханство (Худжанд с округой и соперничавшие с ними районы, прилегающие к Самарканду — Пенджикент и верховья Зеравшана), Восточный Памир, также бывший под властью России, часть Бухарского эмирата, а именно: полунезависимые горные бекства — Куляб, Бальджуан, Дарваз, Каратегин и другие. Старейшие северные культурные и политические центры таджиков — Бухара и Самарканд, где в основном и была сосредоточена интеллигенция, отошли к Узбекской ССР. Вскоре огромные массы крестьян насильно или полунасильно были переселены из Ферганской в Гиссарскую и Вахшскую долины в целях освоения земель под хлопковые плантации (кроме того, для этих же целей были согнаны десятки тысяч селян из предгорий Памира). За годы советской власти, несмотря на усилия по созданию общей экономики и слиянию региональных групп таджиков в «единую социалистическую нацию», глубокие региональные различия, обусловленные не только социальной, но и политической, культурной разнородностью таджикского общества, не были преодолены. Более того, по ряду признаков эта гетерогенность лишь усилилась и стала одной из причин разгорания конфликтов в Таджикистане.

### Советский период
С 30-х годов XX века у власти в Таджикистане находился ленинабадский (ходжентский) клан, что сильно раздражало другие территориально-семейные элиты. В Ленинабадскую область уходили основные бюджетные средства, там же были сосредоточены основные производственные мощности республики. В некоем подобии альянса с ленинабадцами состояли кулябцы, но они находились на вторых ролях. Кроме того, как и в большинстве других регионов Советского Союза, в каждом районе Таджикистана была своя «торговая мафия», контролировавшая распределение дефицита через магазины, рынки и торговые базы. Не избежал Таджикистан и формирования мощной «хлопковой мафии», правда, не получившей такой огласки, как в соседнем Узбекистане (хотя в апреле 1961 года за организацию масштабных приписок при заготовке хлопка были сняты со своих постов и исключены из партии первый секретарь ЦК Компартии Таджикистана Турсунбай Ульджабаев и председатель Совета министров республики Назаршо Додхудоев). В конце 80-х годов, с ослаблением советской власти, бадахшанцы организовали «демократическое движение», а каратегинцы профинансировали исламистов. При этом под прикрытием партий выступали всё те же региональные кланы, рвавшиеся к власти. Например, вступление в Партию исламского возрождения Таджикистана одного из старших родственников нередко означало, что с этого момента в той же партии состоят и младшие члены семейно-родственной группы (такой же принцип действовал и в Демократической партии Таджикистана).
В 80-х годах XX века в Душанбе сложилось несколько «частей» или «концов», в рамках которых объединялась криминальная молодёжь города. Связующим звеном этих «концов» в территориальном и функциональном плане был оживлённый Путовский базар, на котором по традиции осуществлялись как мирные контакты, так и столкновения между молодёжью городских «частей». Севернее рынка находится большой район Душанбе, его «часть», называемая Шахмансур. Вооружённая группировка района Шахмансур, возникшая на основе местных традиционных объединений молодёжи, собиралась вокруг одноимённой мечети и поддерживала исламистов во главе с Ходжи Акбаром Тураджонзода. К югу от Путовского базара располагаются кварталы, возникшие на основе вошедших в черту города бывших кишлаков — Испечак, Овул и Казихон, которые к началу 90-х годов представляли собой единую городскую «часть», контролировавшуюся в основном выходцами из Каратегина. По причине региональной принадлежности и, соответственно, политической ориентации молодёжные формирования, образованные в этом городском «конце», так же как и формирования района Шахмансур, поддерживали силы так называемой исламско-демократической коалиции.
К западу от Путовского базара находится район, называемый Водянка. В 80-х годах здешними молодёжными группировками верховодил осетин самаркандского происхождения Рауф Салиев, пользовавшийся среди местных авторитетом боксёра и устроителя традиционных петушиных боёв. Постепенно вокруг Салиева сложилась мощная мафиозная группировка, которая занималась рэкетом практически всех душанбинских торговых точек, а также осуществляла продажу наркотиков. В неё входили не только жители Водянки, но и душанбинских фабричных посёлков, а костяк мафиозной организации Рауфа составляли выходцы из Самарканда, хотя встречались и представители других этнических групп (одним из виднейших его подручных был кулябец Якуб Салимов). Деятельность группировки Салиева поддерживали и прикрывали правоохранительные органы Таджикистана (Рауф был знаком даже с генеральным прокурором республики Хувайдуллоевым). Рауф Салиев и Якуб Салимов были главными организаторами вспыхнувших в феврале 1990 года беспорядков и погромов в Душанбе (по одной из версий, сделано это было по наущению Рахмона Набиева и Сафарали Кенджаева, пожелавших путём организации подобной провокации подорвать авторитет и власть Кахара Махкамова). После февральских событий Рауф бежал из Душанбе, позднее был арестован и приговорён к тюремному заключению за организацию беспорядков. Однако пришедший к власти Набиев выпустил его на свободу и Рауф снова вернулся в столицу.
Большим авторитетом среди душанбинских молодёжных группировок пользовался выходец из Турсунзаде Джумахон Буйдоков, известный тренер по самбо. Традиционные молодёжные объединения существовали и в других городах Таджикистана, особенно в Худжанде, где они сливались в военизированные группировки с криминальным оттенком. К началу гражданской войны, в которой криминальные структуры приняли самое активное участие, они вышли на политическую арену Таджикистана вполне организованными. Причём их организованность была достаточно эффективной, хотя и имела традиционалистский характер, проявившись преимущественно в форме молодёжных группировок. Толчком к образованию этих самых молодёжных группировок явилась массовая реорганизация колхозов в совхозы, проведённая в 60-х годах, в результате чего значительная часть сельского населения, преимущественно молодёжи, оказалась безработной и ринулась в и так перенаселённые города. При этом нарушение традиционных социальных связей в среде новоиспечённых горожан вкупе с ограниченными возможностями их трудовой адаптации в городах способствовали достаточно широкой люмпенизации этих слоёв населения и криминализации обстановки.
Ещё одним фактором, ухудшавшим и так непростую ситуацию в Таджикистане, были частые межнациональные конфликты, вспыхивавшие в различных частях страны. На протяжении 80-х годов крайне обострилось противостояние между таджиками Исфаринского района Таджикистана и киргизами Баткенского района Кыргызстана, вылившееся в погромы 1989 и 1991 годов. Также в 1989 году в Ганчинском районе вспыхнул таджикско-узбекский конфликт, в основе которого лежали требования о перераспределении пастбищ. События февраля 1990 года в Душанбе начались со слухов о прибытии в город огромного числа армянских беженцев, которым власти выделили квартиры, предназначавшиеся для местных «очередников». Вскоре руководимые криминальными элементами группы молодёжи вступили в стычки с милицией и начали штурм здания ЦК Компартии республики, затем беспорядки вылились в поджоги автотранспорта и ларьков, разграбление магазинов, избиение прохожих, насилие над женщинами. Постепенно выкрики в толпе «Долой армян!» сменились требованиями «Долой Макхамова!». Погромы и грабежи населения приняли массовый характер, к Душанбе организованно на машинах и автобусах подвозились группы молодёжи из окрестных кишлаков. Несмотря на то, что вечером 13 февраля в город вступили танки (всего были введены 6 тыс. военнослужащих Советской Армии, внутренних и пограничных войск), погромщики добились отставки первого секретаря ЦК КПТ Кахара Макхамова и председателя Совета Министров Изатулло Хаёева (правда, ЦК Компартии республики «не принял» её). По официальным данным, погибли 22 и пострадали 589 гражданских лиц, ранения и травмы получили 138 работников милиции, 86 военнослужащих внутренних войск и 15 — Советской Армии.
В конце июля 1991 года произошло довольно масштабное столкновение между арабами и местными таджиками посёлка Кубадиян с одной стороны и таджиками, переселенцами из Каратегина — с другой. Каратегинцы занимали многие руководящие должности, что вызывало недовольство других этнотерриториальных групп, и даже имамом мечети, построенной на деньги всех местных мусульман, стал каратегинец. В результате столкновений этих групп четыре сельскохозяйственные бригады арабов потребовали дележа земель и вышли из колхоза, образовав новый. В начале ноября 1991 года в Пенджикентском районе также из-за земли возник конфликт между таджиками и тюрками-барласами из кишлака Чорбог с одной стороны и жителями селений Косатарош и Фильмандар — с другой. И таких примеров по всему Таджикистану насчитывались десятки (кроме того, традиционно натянутые отношения существовали между таджиками и многочисленной узбекской общиной в Ленинабадской области, между таджиками и памирцами в Душанбе, между русскими и таджиками в крупных городах).

### Начало 1990-х гг. и Гражданская война
В ноябре 1991 года победу на президентских выборах одержал ленинабадец Рахмон Набиев, ранее занимавший посты председателя Совета Министров Таджикистана (1973—1982) и первого секретаря ЦК Компартии Таджикской ССР (1982—1985). Однако набиравшая вес оппозиция в лице «демократических» и исламских сил перешла к противостоянию с центральной властью (лидерами исламистов выступали глава Духовного управления мусульман Таджикистана Ходжи Акбар Тураджонзода и бывший лидер молодёжной организации исламистов-радикалов «Нахзати исломи» Саид Абдулло Нури, а председателем Демократической партии Таджикистана стал Шодмон Юсуф). К марту 1992 года кризис во взаимоотношениях власти и оппозиции назрел. По команде Набиева 6 марта был арестован видный демократ, председатель Душанбинского горисполкома, депутат Верховного и городского советов Максуд Икрамов (он лоббировал интересы пенджикентской группы, контролировал приватизацию в столице, крупный «Экспресс-банк», торговые связи с Ираном и продажу автомобилей). 11 марта Душанбинский городской суд приговорил одного из руководителей оппозиционного движения «Растохез» Мирбобо Миррахимова к двухлетнему тюремному заключению за «клевету» (этими действиями Набиев фактически разорвал перемирие, подписанное с силами оппозиции осенью 1991 года). Последней каплей стала прямая трансляция 25 марта по республиканскому телевидению заседания Президиума ВС Таджикистана, на котором председатель Верховного Совета Кенджаев в крайне оскорбительной форме обвинил министра внутренних дел Мамадаёза Навжуванова, памирца по происхождению, в превышении полномочий, а тот, в свою очередь, обвинил Кенджаева в дискриминации горцев. Уже утром 26 марта на площади Шохидон перед резиденцией Набиева собрались около 500 человек, преимущественно выходцев с Памира. В течение нескольких последующих дней их число непрерывно росло, в ряды митингующих вливались группы из других районов Таджикистана. 1 апреля 1992 года так называемый «Общественный комитет по защите конституционного строя» объявил альтернативный проправительственный митинг на площади Озоди (его активно финансировали «красные директора» предприятий Ленинабадской области), однако после окончания месяца Рамадана 4 апреля на площадь Шохидон прибыли свыше 50 тыс. человек из сельской местности восточного Таджикистана.
К 21 апреля 1992 года оппозиция взяла в качестве заложников около 20-и человек, среди которых оказались 16 депутатов Верховного Совета и два заместителя премьер-министра. 22 апреля было объявлено об отставке Кенджаева с поста спикера парламента, но уже 24 апреля указом президента он был назначен председателем Комитета нацбезопасности (КНБ). В Кулябской области начались гонения на членов оппозиционного лагеря, санкционированные имамом Кулябской мечети муллой Хайдаром Шарифовым (т. н. «красным муллой»). Исламисты и «демократы», обоснованно опасаясь за свою жизнь, начали массово покидать пределы области. 29 апреля к двум митингам в Душанбе, на площадях Шохидон и Озоди, добавился третий — на площади Садриддина Айни, организованный так называемой «душанбинской молодёжью», в состав которой входили члены тринадцати молодёжных мафиозных группировок. Таким образом криминальные структуры практически открыто вышли на политическую арену. На «молодёжном» митинге было принято требование к Набиеву, от которого ожидали мер, направленных на разрешение конфликта. Однако сессия ВС вновь назначила Кенджаева спикером парламента, вслед за чем президент предпринял попытку подавить оппозицию силой. 1 мая он объявил призыв в Национальную гвардию, издал приказ о формировании отдельного батальона в бригаде особого назначения и приказал раздать участникам проправительственного митинга около 2 тыс. автоматов.
5 мая 1992 года указом президента Набиева было объявлено чрезвычайное положение, предусматривавшее запрет всех политических партий и митингов, и введён комендантский час в столице. Президентская гвардия предприняла попытку разогнать пикеты, препятствовавшие проезду в Душанбе сторонников правительства из Куляба, в результате чего появились убитые и раненые. В ответ оппозиция заняла аэропорт, железнодорожный вокзал и президентский дворец, захватив трофеи: 200 автоматов и 3-и бронетранспортёра. В жилых микрорайонах началось формирование отрядов самообороны. 10 мая митинговавших на площади Шохидон призвали идти к зданию КНБ, где якобы скрывается президент, и потребовать от него встречи с народом. Колонна митингующих под защитой БТР и с оружием двинулась к зданию КНБ, но при подходе была остановлена плотным огнём (около 8 человек были убиты и примерно 10 ранены). Оппозиция вернулась на площадь Шохидон, однако в нужный момент спровоцированный бой сплотил её. После переговоров между властями и мятежниками, закончившихся формированием Правительства национального примирения, в котором оппозиция получила треть постов, воодушевлённые победой участники митинга с площади Шохидон разъехались в родные кишлаки, а центр тяжести противостояния переместился в сельскую местность и приобрёл чисто военный характер. Но провокационные заявления «демократа» Шодмона Юсуфа привели к тому, что отъезд славянского населения принял небывалые размеры: лишь до конца мая 1992 года из Таджикистана, опасаясь за свою жизнь, бежали 20 тыс. русскоязычных жителей. Под прикрытием революционных событий криминальные элементы убивали сотрудников милиции, захватывали оружие, уничтожали милицейские архивы и картотеки.
Также в мае 1992 года исламисты под руководством одного из руководителей Партии исламского возрождения Таджикистана в Ленинабадской области Курайшихона Ибрагимова попытались установить контроль над городом Ходжент, но потерпели поражение и были вынуждены скрываться от гнева толпы в мечетях. Сессия Ленинабадского облсовета приняла постановление о переходе всех предприятий и совхозов области под его юрисдикцию, что лишь усилило рост сепаратистских настроений на более богатом севере республики. В Кулябе и Курган-Тюбе участились стычки между вооружёнными отрядами сторонников президента Рахмона Набиева и исламистами. Вовлечение семейно-клановых групп в гражданскую войну послужило запускным механизмом для ещё одного традиционного метода регулирования межродовых отношений — обычая кровной мести. Гибель части родственников вынуждала оставшихся с оружием в руках выступать на стороне одной из двух противоборствующих сторон. На южной границе начались регулярные и всё более масштабные попытки перехода таджикско-афганской границы с целью приобретения оружия. Нередко обратно с исламистами возвращались и афганские инструкторы (по самым скромным подсчётам, летом и осенью 1992 года на территории Таджикистана действовали 500—600 афганских моджахедов, в основном из формирований этнических таджиков Бурхануддина Раббани и Ахмад Шаха Масуда).
К лету 1992 года важную роль начал играть кулябский клан, во главе которого неофициально стоял вор в законе Сангак Сафаров (Бобо Сангак). Он родился в 1928 году в городке Дангара неподалёку от Куляба, свой первый срок получил в 1951 году за угон автомобиля, в 1964 году был осуждён за убийство чеченца. В местах заключения, где Сангак провёл в общей сложности 23 года, его «короновали», сделав тем самым одним из первых таджикских воров в законе (Сафаров слыл злостным нарушителем порядка, и даже поднял бунт среди заключённых исправительно-трудовой колонии Советского района Кулябской области, за что был осуждён ещё на 6 лет лишения свободы). На Сафарова замыкались другие кулябские полевые командиры — Курбон Зардоков (прежде был директором Кулябского дома культуры), Рустам Абдурахимов, погибший во время попытки Кенджаева захватить Душанбе (бывший заведующий отделом культуры Кулябского облисполкома), Салим Саидов (бывший заведующий отделом науки и учебных заведений Кулябского обкома Компартии Таджикистана), Лангари Лангариев (старший лейтенант, работавший в системе МВД Кулябской области), Файзали Саидов, известный по прозвищу Палач (работал на мебельном комбинате Курган-Тюбе). Летом 1992 года не без участия людей Сафарова были вырезаны многие родственники первого заместителя председателя Партии исламского возрождения Давлята Усмона, проживавшие в Курган-Тюбинской области. Также Сафаров лоббировал проведение в Таджикистане масштабной амнистии, после которой многие освободившиеся из тюрем уголовники пополнили его вооружённые формирования.
Сторонники Бобо Сангака устроили вооружённое выступление в родном Кулябе, а с 28 июня 1992 года начались полномасштабные столкновения между отрядами исламистов и силами кулябцев, называвших себя «красными». В конце июля на встрече в Хороге были выработаны условия перемирия между противоборствующими сторонами и объявлено о прекращении огня на всей территории Таджикистана, но Сангак Сафаров и Шодмон Юсуф отказались сложить оружие. Из Кулябской и Курган-Тюбинской областей усилился поток беженцев, в том числе узбеков, татар и русских. 24 августа 1992 года исламисты убили влиятельного ленинабадца, генерального прокурора Таджикистана Нарулло Хувайдуллоева (во время его похорон возникли стихийные митинги протеста, на которых молодёжь требовала сжечь мечети). 31 августа группа молодых людей из организации «Молодёжь города Душанбе» вместе с беженцами из Курган-Тюбинской и Кулябской областей, спасшимися от террора людей Сафарова, блокировали выходы из президентского дворца и потребовали встречи с президентом, который успел укрыться в расположении 201-й дивизии. Захватившая резиденцию «молодёжь» из числа членов душанбинских группировок стала брать заложников, в основном выходцев из Ленинабадской и Кулябской областей (в ответ на эти события в Ленинабадской области было объявлено о создании «Национальной гвардии» численностью в 2 тыс. человек).
На начало сентября 1992 года пришёлся пик агонии Набиева, потерявшего поддержку не только Кабинета министров и парламента, но и родного ленинабадского клана, который в целях сохранения своих позиций готов был пожертвовать одиозным президентом и произвести смену политических фигур. В Курган-Тюбе, находившемся в руках кулябцев, во время выступления Сангака Сафарова перед зданием облисполкома вооружённые отряды исламистов и «демократов» взяли митингующих в кольцо и открыли огонь. После того, как при поддержке бронетехники они захватили город, в Курган-Тюбе началась резня, в том числе и в окраинном посёлке Ургут, где жили узбеки — выходцы из-под Самарканда (тысячи людей хлынули под защиту 191-го полка в соседний посёлок им. Ломоносова, и через несколько дней их удалось вывезти в Куляб). Одновременно ожесточённые бои между исламистами и кулябцами шли по всей Вахшской долине (на стороне исламистов воевали наёмники с Кавказа и Афганистана, а также инструкторы-арабы, на стороне кулябцев — значительное количество уголовных элементов, выпущенных из тюрем Куляба и Курган-Тюбе). За голову командира 201-й дивизии генерала Мухридина Ашурова, якобы помогавшего кулябцам, была объявлена крупная награда. 7 сентября 1992 года в аэропорту Душанбе Набиев пытался вылететь в Худжанд, но был остановлен толпой, состоящей в основном из криминальных элементов, и вскоре подписал заявление об отставке. Власть в стране перешла к исламистам и «демократам» из Горного Бадахшана и Гарма (некоторые отряды исламистов в районе Турсунзаде финансировал даже ленинабадец Махкамов, мстивший таким образом за своё смещение в 1991 году). В свою очередь на основе кулябско-гиссарской коалиции, которую поддержали северяне-ходжентцы, был создан Народный фронт Таджикистана, провозгласивший своей целью восстановление «конституционного порядка». Боевые отряды фронта фактически возглавил вор в законе Сафаров, попытавшийся из района Нурекской ГЭС развить наступление на Душанбе (в Курган-Тюбе во главе кулябских отрядов стоял полевой командир Лангари Лангариев).
В том же сентябре 1992 года исполняющим обязанности премьер-министра был назначен глава государственного хлебного концерна «Нон» Абдумалик Абдулладжанов, что символизировало возвращение ходжентцев во власть. 25 сентября исламисты совершили нападение на посёлок им. Ломоносова в пригороде Курган-Тюбе и, оттеснив офицеров 191-го полка, устроили резню среди беженцев. Во время их наступления командир спецгруппы 201-й мотострелковой дивизии Махмуд Худойбердыев самовольно вывел из парка танки и направил их на помощь сторонникам Сангака Сафарова, что переломило ситуацию и позволило 27 сентября отрядам Лангариева захватить Курган-Тюбе. В Душанбе также продолжался уголовный беспредел, массово грабились склады, угонялись автомобили. К октябрю 1992 года потери с обеих сторон составили 15-20 тыс. убитыми и несколько десятков тысяч ранеными (преимущественно мирных жителей), сотни тысяч жителей стали беженцами: с юга страны уехали практически все выходцы из Узбекистана и Северного Таджикистана; кроме того, из республики выехали около 90 тыс. так называемых русскоязычных жителей (русских, украинцев, немцев, татар, евреев и других). Промышленность была практически парализована, а сельское хозяйство значительно разрушено.
«Демократы» и движение «Растохез», блокировавшиеся с Партией исламского возрождения, потеряли свой авторитет в народе и практически распались. Был дискредитирован и глава Духовного управления мусульман Таджикистана Тураджонзода, казият лишился значительной части приверженцев, а в ряде мест, оказавшихся под контролем противников исламистов, деятельность духовенства фактически прекратилась. Национальное самосознание таджиков отошло на второй план, вытесненное региональным самосознанием, зато существенно сплотились памирские народы. В октябре 1992 года в Душанбе вторглись отряды Кенджаева, но силы исламско-демократической коалиции смогли отбить эту атаку, в чём решающую роль сыграли вооружённые формирования из района Шахмансур (после изгнания Кенджаева «молодёжь» из Шахмансура устроила в районе Водянка «разборку»: сожгла дом Рауфа Салиева и убила нескольких мафиози, в том числе одного из авторитетов по кличке Шер; Рауф Салиев и Якуб Салимов, поддержавшие Кенджаева, были вынуждены бежать из города). В начале ноября 1992 года земляк Сафарова Эмомали Рахмонов, бывший до этого простым директором совхоза, при поддержке Народного фронта был избран председателем исполкома Кулябского облсовета. В это же время сторонники Сафарова убили на центральной площади Курган-Тюбе председателя местного облисполкома Кадриддина Аслонова, повесив его на памятнике Ленину (в 1990—1991 этот выходец из Гарма был председателем Верховного Совета Таджикистана, в сентябре 1991 года стал и. о. президента страны).
С 16 ноября по 2 декабря 1992 года в пригороде Худжанда прошла «примирительная» сессия Верховного Совета Таджикистана, которая приняла отставку Набиева и избрала кулябца Рахмонова своим председателем (также решением сессии из тюрьмы был освобождён и возвращён на пост мэра Душанбе Максуд Икрамов, которому летом 1993 года пришлось бежать в Москву). Выбранный на сессии состав правительства отразил и новую расстановку сил, и тот факт, что к власти пришли мафиозные структуры. Договорившиеся между собой ходжентский и кулябский кланы при негласной поддержке со стороны Узбекистана, России и, частично, Киргизии доукомплектовали и перевооружили силы Народного фронта, основной боевой контингент которого составили узбеки (как из Таджикистана, так и из соседней республики), а также таджики-кулябцы. 6 декабря формирования фронта атаковали Душанбе и спустя четыре дня в город с боями вошли отряды Сафарали Кенджаева и Якуба Салимова, вместе с которыми прибыл Эмомали Рахмонов и члены его правительства. В Душанбе началось истребление каратегинцев и памирцев, а также местных исламистов (например, почти полностью были вырезаны жители Казихона, Испечака и Овула каратегинского происхождения, убиты десятки сотрудников милиции и КНБ из числа горцев). Уцелевшие отряды «демократов» и исламистов были вытеснены на восток страны, где ранее судимый за хранение наркотиков выходец из Гарма Саид Абдулло Нури на базе Партии исламского возрождения создал Объединённую таджикскую оппозицию (вскоре Нури эмигрировал в афганский Талукан, откуда и руководил исламистами). Один из лидеров «молодёжи» Душанбе Джумахон Буйдоков, возглавлявший Народно-демократическую армию (НДА), которая опиралась на душанбинские квартальные военизированные формирования, хотя и враждовал с Сангаком Сафаровым, не стал оказывать сопротивление отрядам Народного фронта и спокойно пропустил их в Душанбе (позже отряды НДА оказались в Ромитском ущелье Вахдатского района — одной из опорных баз сил исламско-демократической оппозиции, где упорно сопротивлялись силам Народного фронта). После того как Душанбе был занят Народным фронтом, Якуб Салимов получил пост министра внутренних дел Таджикистана, а Рауф Салиев — начальника республиканского ГАИ.
В январе-феврале 1993 года были арестованы практически все деятели оппозиционных партий и движений в Ленинабадской области, в том числе и занимавшие умеренные позиции (например, в конце января 1993 года был арестован один из руководителей исламско-демократической оппозиции на севере страны, председатель Матчинской районной организации Демократической партии Таджикистана Саидшо Акрамов, чей сейидский род происходил от наместников бухарского эмира). В этот же период основные боевые действия переместились на восток от столицы, в Каратегин (от Ромита до Гарма) и Дарваз (в район Тавильдары). В этих операциях активно участвовала узбекистанская авиация, а на пост министра обороны Таджикистана был назначен полковник Александр Шишлянников, до этого служивший в Минобороны Узбекистана. 22 февраля группа боевиков Народного фронта численностью 119 человек на вертолётах вылетела в Гарм — столицу Каратегина, где была полностью уничтожена оппозиционерами. Продолжались массовые этнические чистки в Гиссаре, особенно в приграничных с Узбекистаном сёлах. В конце марта 1993 года Сангак Сафаров и его бывший сподвижник, полевой командир и лидер узбеков-локайцев Файзали Зарипов (Саидов) погибли при загадочных обстоятельствах в Бохтарском районе, южнее города Курган-Тюбе (по одной из версий, в результате ссоры и вспыхнувшей за ней перестрелки, по другой — из-за того, что присутствие Сафарова в политике стало тяготить его же протеже, особенно после вооружённого подавления основных сил оппозиции). На похоронах Бобо Сангака присутствовали председатель Верховного Совета Эмомали Рахмонов и премьер-министр страны Абдумалик Абдулладжанов. После смерти Сафарова основные рычаги власти оказались у Рахмонова и близких к нему земляков-кулябцев, которые постепенно оттеснили от финансовых потоков бывших союзников из числа ленинабадцев и узбеков.
С начала апреля 1993 года началось проникновение в южные регионы боевых групп с территории Афганистана, где в восьми лагерях сосредоточились свыше 100 тыс. таджикских беженцев. Первое нападение было совершено отрядом муллы Абдурахима, уроженца Куляба и давнего соперника официального главы областного управления мусульман Хайдара Шарифова. В конце апреля через границу прорвался новый крупный отряд оппозиции, а отряд Абдурахима занял значительную часть Шуроабадского района Кулябской области. В конце июня 1993 года в течение нескольких дней продолжались ожесточённые бои в районе Рогуна (в них принимала участие бронетехника 201-й дивизии, которой противостоял отряд полевого командира Ризвона). В ночь с 12 на 13 июля 1993 года отряд боевиков численностью более 200 человек прорвался на территорию Таджикистана в районе 12-й заставы Московского погранотряда. В результате ожесточённого боя погибли 22 пограничника, а также несколько военнослужащих 201-й дивизии и сотрудников КНБ Таджикистана. Операцию спланировал командир 55-й афганской пехотной дивизии Кази Кабир, а непосредственное руководство боевиками осуществлял полевой командир афганских моджахедов Кори Хамидулло (в прорыве участвовали также боевики Шодмона Юсуфа и никому тогда неизвестного Хаттаба). Обострились боевые действия в районе Тавильдары, где правительственным войскам противостоял отряд Абдулгафура, оппозиционные силы контролировали также Рогун и Обигарм. Дорога из Душанбе в долину Каратегина была блокирована отрядами Нозима и Исмата.
Начиная с конца июля 1993 года активизировалась деятельность правительственных сил на памирском направлении, преимущественно в районе Тавильдары (здесь борьба развернулась за шоссе, ведущее через перевал Хабуработ в Хорог, что мотивировалось необходимостью подвоза продуктов в Бадахшан). Одновременно продолжалось практически непрерывное давление на российских пограничников со стороны отрядов оппозиции, базировавшихся на территории Афганистана (кроме оружия и боеприпасов они массово переправляли через Пяндж и наркотики), а также развернулась партизанская война в окрестностях Душанбе. 3 августа правительственные войска при поддержке авиации предприняли массированную атаку на силы бадахшанцев и отряды оппозиции, в результате которой были разгромлены несколько селений Припамирья по берегу Пянджа и погибли десятки мирных жителей. 6 августа бомбардировка селений продолжилась, и вскоре правительственные войска закрепились в Дарвазском районе. В этот же день в Гарме произошло вооружённое столкновение между каратегинцами и узбеками, проходившими службу в правительственных войсках Таджикистана и попытавшимися изнасиловать местных женщин (были убиты восемь узбеков и местный таджик, несколько бойцов Народного фронта получили ранения). Узбеки вызвали подмогу из Турсунзадевского района, подоспевшую 8 августа, и в результате ожесточённых перестрелок, в которых гармцы объединились против узбеков с кулябцами, погибло более сорока боевиков. В конце августа 1993 года под предлогом защиты территории Ленинабадской области от вооружённых исламистов по решению местных властей были взорваны два моста через реки Ягноб и Зеравшан на трассе, соединяющей Душанбе с Ходжентом через Гиссарский, Зеравшанский и Туркестанский хребты (операцией по взрыву руководили лично начальник областного управления КНБ Эргали Курбанов, военком и один из заместителей председателя Ленинабадского облисполкома). Тем самым процесс реального отделения Ленинабадской области от юга Таджикистана продолжал углубляться.
К осени 1993 года за пределами Таджикистана скопилось почти 780 тыс. беженцев, в том числе в России — около 145 тыс. человек, в Узбекистане, Кыргызстане и Афганистане — 634 тыс. В начале сентября бывший спикер парламента Таджикистана Кенджаев выступил против засилья во власти своих бывших союзников-кулябцев, и особенно против самовольного захвата ими квартир в Душанбе. Обострившаяся в Таджикистане борьба внутри правящей коалиции завершилась в конце года победой кулябцев, для которых это была последняя возможность сохранить единую государственность на всей территории Таджикистана при явных попытках ходжентцев или вернуть свои руководящие позиции в стране, или заявить о своей не только экономической, но и политической самостоятельности. Сессия Ленинабадского облсовета, на которой Абдуджалил Хамидов предполагал поставить вопрос о восстановлении в республике поста президента и объявлении Ленинабадской области свободной экономической зоной, закончилась полным провалом. Кулябцы, мгновенно отреагировав на ситуацию, высадили в Ходженте вооружённый десант и силой заставили ходжентцев отказаться от своих сепаратистских намерений и принять участие в работе Верховного Совета Таджикистана в Душанбе. В результате этих событий был вынужден уйти в отставку премьер-министр Таджикистана Абдумалик Абдулладжанов, на смену которому пришёл другой ходжентец — Абдужалил Самадов. Таким образом, назревавший кризис был приостановлен сохранением сложившегося в конце 1992 года статуса-кво в распределении рычагов власти.
В январе-феврале 1994 года существенно обострилась обстановка в Душанбе, где нередко возникали перестрелки между враждующими кланами и группировками. Кроме того, в городе было совершено покушение на нового генерального прокурора республики Маманазара Салихова, который своими требованиями разоружаться «перешёл дорогу» как мафиозным структурам, так и бывшим отрядам Народного фронта, особенно из западных Турсунзадевского, Гиссарского и Шахринавского районов. Салихов объявил эти «отряды самообороны» вне закона, на что лидер одного из них, председатель Турсунзадевского райисполкома Ибод Бойматов заявил, что его группа, составлявшая в своё время одно из подразделений Народного фронта, получила оружие не от властей и не намерена его сдавать. О криминальном беспределе в республике говорит и тот факт, что с начала кровавых событий были убиты более тысячи работников правоохранительных органов, а свыше 2,5 тыс. из них покинули республику. Продолжались обстрелы, в том числе тяжёлой артиллерией и реактивными снарядами, постов пограничников; крупные столкновения происходили даже между проправительственными отрядами. Внутри этих сил начались разногласия не только на региональной, но и на межэтнической основе (например, 19 февраля недалеко от Душанбе вспыхнули яростные перестрелки между милиционерами-кулябцами и узбеками-локайцами, а в Джиликульском районе — между узбеками-кунградами и выходцами из Кулябской области). К весне 1994 года расстановка сил в стране была таковой: Коллективным миротворческим силам СНГ (25 тыс. человек) и МВД Таджикистана (20 тыс.) противостояло вооружённое подполье в Душанбе (4,5 тыс. бойцов), бывшей Кулябской области (около 2 тыс.), Курган-Тюбе (3,5 тыс.) и Горном Бадахшане (7 тыс.).
В ночь с 10 на 11 марта 1994 года у себя дома был убит вице-премьер Моеншо Назаршоев — памирец по происхождению, который вскоре должен был возглавить правительственную делегацию на намеченных в Москве переговорах с оппозицией. В июле 1994 года, не добившись результатов на очередных переговорах с властями, оппозиция развернула широкомасштабные боевые действия, охватившие долину Тавильдары, Дарваз, некоторые районы Каратегина и Припянджья. Потерпев ряд неудач и понеся ощутимые потери в живой силе и технике, правительство Рахмонова было вынуждено подписать соглашение о временном прекращении огня на условиях исламистов. В ходе продолжавшейся в республике предвыборной кампании, которая сопровождалась силовым давлением на оппонентов и население, в Ходжент был направлен отряд кулябских боевиков численностью до 300 человек во главе с министром внутренних дел и бывшим душанбинским рэкетиром Салимовым; были заменены на лояльных Рахмонову лиц начальники районных управлений внутренних дел Ура-Тюбе и Ганчи; развёрнута кампания в СМИ по дискредитации основного оппонента Рахмонова — Абдулладжанова; заключено «соглашение» с бывшим председателем Ленинабадского облисполкома Хамидовым, родственником Абдулладжанова, которому за поддержку Рахмонова был возвращён пост директора мелькомбината; начата кампания по запугиванию населения вооружёнными группами с целью побудить граждан голосовать за Рахмонова. А он постепенно начал набирать очки, применив националистическую риторику, в отличие от своего главного оппонента Абдулладжанова, постоянно ссылавшегося на дружбу с Исламом Каримовым, что на фоне продолжавшегося участия авиации Узбекистана в гражданской войне было весьма непопулярно. Из состава объединённой оппозиции вышла Демократическая партия Таджикистана, руководство которой пошло на договорённости с официальным Душанбе.
6 ноября 1994 года в Таджикистане прошли выборы президента республики, на которых, как и ожидалось, победил Рахмонов. 9 декабря 1994 года в Хороге (Горный Бадахшан) в своей машине был взорван главарь местной наркомафии Абдуламон Айембеков (Лёша Горбун), обладавший огромным влиянием в регионе (даже киргизский батальон из состава Коллективных миротворческих сил СНГ занял позиции на Памире лишь тогда, когда получил на то личное разрешение от Лёши Горбуна). Убийство лидера бадахшанской наркомафии сильно ослабило роль транзитного канала Хорог-Ош и усилило позиции кулябцев в наркотрафике, а также авторитетов Саламшо Мухаббатова (Салам), Садирова и Джунайдулло, контролировавших Ванч и Дарваз. В начале апреля 1995 года вновь существенно обострилась обстановка в Бадахшане, а именно в Дарвазском районе, куда ещё в октябре 1994 года Душанбе ввёл батальон правительственных войск. Этот батальон решил провести «зачистку» в зоне, контролируемой «отрядом самообороны» Бадахшана под командованием полевого командира Зайниддина. Он отбил наступление и предпринял контратаку, в результате которой батальон с большими потеряли был вынужден отойти (в этих боях погибли 24 таджикских и казахских военнослужащих). 22 октября 1995 года правительственные войска предприняли попытку силой отбить в Тавильдаре 57 военнослужащих, взятых в плен оппозицией ещё 14 октября (в операции участвовало свыше 500 солдат и 10 единиц бронетехники, которых поддерживала авиация; правительственным силам противостояли около полутора тысяч боевиков). 8 и 9 ноября военная авиация бомбила расположения отрядов оппозиции в соседнем Гармском районе, 9 ноября в Тавильдару был сброшен десант из 50 человек, который исламисты почти полностью уничтожили, а 10 ноября около 100 солдат и офицеров сдались в плен командиру одного из оппозиционных отрядов Мирзохудже Низомову (бывший начальник отдела милиции Таджикабадского района). 21 ноября правительственные силы вновь предприняли масштабное наступление на Тавильдару (причём, на этот раз среди них не было ни одного выходца из кулябских районов, которые в предыдущие годы отличались особой жестокостью по отношению к памирцам и каратегинцам).
Обстановку в Таджикистане существенно осложняли всё обострявшиеся противоречия внутри правящей коалиции, которые нередко выливались в вооружённые «разборки» между бывшими союзниками. Особенно ситуация накалилась в Хатлонской области, где 17 сентября 1995 года разгорелись настоящие бои между 1-й и 11-й бригадами Минобороны Таджикистана, сформированными в 1993 году на базе отрядов Народного фронта. 1-й бригаде под командованием Махмуда Худойбердыева при поддержке танков и артиллерии удалось ворваться на территорию военного городка 11-й бригады, после чего командир последней Усман Мурчаев бежал в один из окрестных кишлаков. За время этих столкновений в Курган-Тюбе по официальным данным погибло 28 военнослужащих, по неофициальным — не менее 200 человек (в том числе криминальный авторитет и бывший полевой командир Иззат Куганов, который под «крышей» 11-й бригады контролировал экспорт хлопка, нефтебазу и мясокомбинат). Власти Таджикистана были вынуждены принять решение о расформировании обеих бригад и создании на их базе одной. Крайне сложная криминогенная обстановка вынудила власти усилить борьбу с преступностью. В конце октября — начале ноября 1995 года была проведена широкомасштабная операция по «чистке» банковской системы, в результате которой было арестовано 30 работников таджикских коммерческих банков и коррумпированных чиновников государственных финансовых ведомств. Также в ходе кампании по борьбе с преступностью была проведена «зачистка» внутри МВД, в результате чего было арестовано свыше 20 сотрудников милиции, а десятки уволены. В начале ноября был арестован главарь крупной банды, один из бывших командиров Народного фронта, депутат таджикского парламента Худжи Каримов (Худжи Командир), во время обыска в доме которого были изъяты 10 автомашин (в том числе две иномарки и 5 новых КамАЗов), огромное количество оружия и боеприпасов, а также 300 млн российских рублей и 800 тыс. долларов
В январе 1996 года Худойбердыев захватил власть в Курган-Тюбе и двинул свою мотострелковой бригаду на столицу, потребовав отставки высокопоставленных чиновников правительства. На следующий день произошёл мятеж в городе Турсунзаде (Гиссарская долина), где власть захватил экс-мэр Бойматов. Рахмонов был вынужден пойти на уступки мятежникам и в феврале 1996 года отправить в отставку наиболее одиозных людей из своего окружения — первого вице-премьера Махмадсаида Убайдуллоева, главу президентского аппарата Изатулло Хаёева и руководителя Хатлонской области Абдужалола Салимова, а также назначить премьер-министром страны ленинабадца Яхьё Азимова. В ответ мятежная бригада Худойбердыева вернулась в казармы и сдала оружие и тяжёлую бронетехнику.
В январе 1997 года бригада Худойбердыева выбила из Турсунзаде, где расположен Таджикский алюминиевый завод, группировку местного авторитета Кадыра Абдуллаева, за что местные власти решили платить командиру долю от реализации продукции завода. 30 апреля 1997 года во время торжественной церемонии празднования 65-летия местного университета в Худжанде была взорвана осколочная граната, в результате чего был ранен президент Рахмонов. 27 июня 1997 года, на фоне усиления власти талибов в Афганистане, между правительством Рахмонова и Объединённой таджикской оппозицией было заключено перемирие. Исламисты влились в государственные структуры, включая парламент, правительство и армию, что положило конец гражданской войне. Но не все из окружения Рахмонова оказались довольны перемирию, понимая, что оно ещё дальше оттеснит их от рычагов политического влияния и источников доходов (в частности, доходов от наркобизнеса). В июле 1997 года обделённые лидеры кланов и полевые командиры (в основном из Курган-Тюбе и Гиссара) создали так называемый «Совет обороны южных и центральных областей Таджикистана», который возглавил полковник Махмуд Худойбердыев.

### Период после Гражданской войны
Благодаря относительной открытости границы с Афганистаном и наличию крупных таджикских общин в Афганистане, Узбекистане и России местные территориально-мафиозные кланы довольно успешно восстановили и укрепили свои позиции в сфере транспортировки героина и опия. Что касается стабильности власти, то здесь дела обстояли несколько иначе. В августе 1997 года в Душанбе начались столкновения между бойцами бригады спецназа под командованием Сухроба Касымова и главы Таможенного комитета республики Якуба Салимова. Бывший полевой командир Касымов обвинил недавнего соратника по Народному фронту Салимова в причастности к убийству своего дяди, но на самом деле конфликт между ними был связан с борьбой за контроль над маршрутами транспортировки наркотиков (бывший рэкетир и министр внутренних дел Якуб Салимов, считавшийся одним из самых богатых и влиятельных людей страны, контролировал несколько вооружённых отрядов, более сотни магазинов и почти весь хлопковый бизнес страны). На фоне этих событий Махмуд Худойбердыев вновь поднял мятеж и двинул свою бригаду из Курган-Тюбе в поход на столицу, вступив на перевале Фахрабад в 25 км к югу от Душанбе в бой с президентской гвардией под командованием Гаффора (Гаффура) Мирзоева. Одновременно с запада к Душанбе двинулись верные Худойбердыеву «отряды самообороны» из Гиссара (у Худойбердыева были общие деловые проекты с Якубом Салимовым, лоббировавшим его интересы в правительстве и обеспечивавшим беспрепятственный вывоз продукции с Таджикского алюминиевого завода, который контролировал Худойбердыев). После нескольких дней боёв правительственным войскам Таджикистана удалось взять верх над союзными формированиями Салимова и Худойбердыева — верные Рахмонову силы очистили Душанбе от бойцов Салимова, разделались с «отрядами самообороны» к западу от столицы, взяли под контроль Гиссарский и Шахринавский районы, овладели Турсунзаде и подконтрольным Худойбердыеву алюминиевым заводом, а вскоре разгромили и отряды в его вотчине — Курган-Тюбе.
В ноябре 1998 года Махмуд Худойбердыев при негласной поддержке Узбекистана, куда эмигрировал один из лидеров ходжентцев и экс-премьер Абдумалик Абдулладжанов, вновь поднял мятеж, на этот раз в Ленинабадской области, но бригада под командованием Сухроба Касымова вытеснила мятежников из Худжанда и Айнинского района и разгромила окончательно (на стороне правительственных сил выступили даже формирования Объединённой таджикской оппозиции, в составе которых были и боевики Исламского движения Узбекистана, после чего Рахмонов разрешил окопаться в Таджикистане Джуме Намангани). Худойбердыев с остатками своего отряда сумел скрыться на территории Узбекистана, где его следы затерялись; осенью 2001 года появились слухи о том, что он погиб, но обстоятельства его смерти довольно противоречивы, как и сами данные о гибели. После подавления мятежа Худойбердыева Эмомали Рахмонов значительно укрепил своё положение и уже без острастки начал избавляться от бывших соратников и влиятельных оппозиционеров. В феврале 2000 года в результате подрыва автомобиля был ранен мэр Душанбе Махмадсаид Убайдуллоев и убит заместитель министра госбезопасности страны Шансуло Джабиров. Также в феврале в столице была похищена Назира Гулямова — младшая сестра вице-премьера республики Негины Шароповой. В сентябре 2000 года пограничники Московского погранотряда вступили в бой с боевиками афганского наркоторговца Думулу Абдулхая, которые в очередной раз предприняли попытку перейти таджико-афганскую границу с крупным грузом наркотиков (в результате столкновения были убиты 7 контрабандистов и изъяты несколько сот килограммов опия-сырца). В декабре 2000 года в Гафуровском районе были задержаны бывший глава Ленинабадской области Абдуджалил Хамидов и 11 членов его клана (им инкриминировали покушения на жизнь Махмадсаида Убайдуллоева и Мирзо Зиеева; в июне 2002 года Хамидов был приговорён к 18 годам лишения свободы). К 2001 году к наркотрафику были причастны ряд влиятельных персон, в том числе сын Нуритдина Рахмонова, брата президента Таджикистана Эмомали Рахмонова, глава МЧС и бывший полевой командир Мирзо Зиеев (Джага), командир Президентской гвардии и также бывший полевой командир Гаффор Мирзоев (Седой), мэр Душанбе Махмадсаид Убайдуллоев, заместитель министра внутренних дел Хабиб Сангинов, а также высшие чины Генштаба и ВВС Министерства обороны Таджикистана, послы и торговые представители республики. Основными транзитными узлами наркоторговцев являлись гражданские и военные аэропорты Душанбе, Худжанда, Курган-Тюбе, Куляба, Пархара и Хорога (в 2000 году в связи с перепроизводством в Афганистане цена килограмма героина упала в приграничных районах до 200—300 долларов, хотя ещё в 1999 году оценивалась в 1 тыс. долларов).
Под началом Мирзо Зиеева, контролировавшего Тавильдаринский район, насчитывалось более 2 тыс. бойцов, а люди из его ближайшего окружения занимали посты первого заместителя министра обороны, первого заместителя руководителя Комитета по охране границы, первого замглавы МЧС, председателя Нацбанка республики и председателя Комитета по драгоценным металлам и камням. Командир Президентской гвардии Гаффор Мирзоев (Седой) контролировал ряд прибыльных предприятий (в январе 2001 года было закрыто принадлежавшее его брату казино) и курировал изъятие у населения оружия, которое нередко затем перепродавал. Поссорившийся с Рахмоновым командир бригады спецназа МВД (около 1,5 тыс. бойцов) Сухроб Касымов укрепился в Варзобском ущелье, но продолжал контролировать несколько банков, цементный завод в Душанбе и торговую сеть (он враждовал с группой Мирзоева и Убайдуллоев и даже подозревался в покушении на последнего). В открытой оппозиции к режиму Рахмонова стояли полевые командиры Абдулло Рахимов (Мулло Абдулло), контролировавший Дарбандский район, и Рахмон Сангинов (Гитлер), контролировавший Ленинский район. На первого вице-премьера Ходжи Акбара Тураджонзоду ориентировались полевые командиры Кафирниганской зоны Намоз, Абдувосит, Мухтор и Махмади, а на Саида Абдулло Нури — базировавшийся в Душанбе 25-й батальон, полностью состоявший из бывших бойцов исламской оппозиции. Председатель Таможенного комитета республики Мирзо Низомов фактически контролировал Раштский район, председатель Комитета по нефти и газу Саламшо Мухаббатов — Дарвазский район, председатель Демократической партии Таджикистана Махмадрузи Искандаров — Джиргатальский район, бывшие командиры Народного фронта братья Чоловы — Куляб. Практически все «удельные князьки» были вовлечены в наркобизнес и «крышевание» коммерческих структур, за счёт чего и содержали свои вооружённые формирования.
В апреле 2001 года в Душанбе был расстрелян первый заместитель министра внутренних дел Таджикистана, генерал-майор милиции Хабиб Сангинов, курировавший восточный регион республики (в прошлом он был одним из влиятельных руководителей демократического крыла Объединённой таджикской оппозиции, с момента назначения на должность замминистра принимал активное участие в выдворении за пределы страны боевиков Исламского движения Узбекистана, а также считался крупной фигурой в наркобизнесе Таджикистана). В июне 2001 года бандитский главарь Рахмон Сангинов (Гитлер) захватил в окрестностях Душанбе 7 милиционеров, потребовав освободить 8 своих сторонников, которые были задержаны за последние три месяца. В ответ в ходе широкомасштабной операции правоохранительных органов под кодовым названием «Молния» был ликвидирован ближайший соратник Сангинова, главарь крупной банды Мансур Муаккалов, а также 36 его боевиков (ещё 66 членов банды взяли в плен). Ранее Муаккалов являлся полевым командиром Объединённой таджикской оппозиции, после перемирия служил в Вооружённых силах Таджикистана, но был уволен за неподчинение приказам, после чего промышлял со своими людьми террором в отношении представителей власти, грабежами и захватом заложников. В июле 2001 года в Душанбе, у подъезда своего дома, был застрелен государственный советник президента Таджикистана по международным вопросам Карим Юлдашев.
В августе 2001 года в ходе масштабной операции, проведённой в районе Рудаки, были уничтожены бывший полевой командир Объединённой таджикской оппозиции, лидер известной криминальной группировки Рахмон Сангинов (Гитлер) и более 20-и его подручных, в том числе два родных брата (ещё около 100 членов банды удалось задержать; в ходе вооружённого столкновения погибли девять сотрудников милиции, оказались пострадавшие и среди мирных жителей). До лета 2001 года бандитские группировки Рахмона Сангинова, Мансура Муаккалова и Сафара Тагаева фактически полностью контролировали восточные окрестности Душанбе, Ленинский и Кофарнихонский районы. Кроме массовых арестов боевиков были ликвидированы и их главные опорные базы, изъято несколько сот единиц стрелкового оружия, в том числе автоматы, пулемёты, гранатомёты и миномёты, а также пушка, зенитная установка и сотни килограммов взрывчатых веществ. В сентябре 2001 года в Душанбе был застрелен министр культуры Таджикистана Абдурахим Рахимов, выходивший из своего дома, а через несколько дней в столице на стадионе, во время празднования 10-й годовщины независимости Таджикистана, произошёл взрыв, в результате которого погиб офицер МВД. В январе 2002 года под давлением России президент Рахмонов в полном составе отправил в отставку коллегию таджикских пограничников — председателя Комитета по охране государственной границы и пять его замов, а также рекомендовал подать в отставку командирам всех таджикских погранбригад, обвинив их в причастности к наркотрафику.
В конце мая 2003 года в Москве по запросу Генпрокуратуры Таджикистана был задержан Якуб Салимов, которого в феврале 2004 года экстрадировали в Таджикистан и в апреле 2005 года приговорили к 15 годам тюрьмы строгого режима (в 1993—1995 годах Салимов возглавлял министерство внутренних дел Таджикистана, в 1995—1996 годах занимал должность посла Таджикистана в Турции, власти которой из-за криминального прошлого Салимова более полугода не принимали его верительные грамоты). В августе 2003 в Москве по запросу таджикской Генпрокуратуры был задержан бывший министр торговли Хабибуло Насруллоев, которого таджикские власти обвинили в причастности к незаконным вооружённым формированиям (ранее Насруллоев активно участвовал в деятельности Народного фронта, но на президентских выборах 1994 года публично поддержал соперника Рахмонова — Абдумалика Абдулладжонова). В январе 2004 года в Худжанде во время досмотра на посту ГАИ в личной автомобиле начальника отдела Агентства по контролю за наркотиками по Согдийской области подполковника Холика Закирова было обнаружено 24 кг опия-сырца (во время обыска в его доме нашли ещё 6 кг героина). В августе 2004 года по подозрению в совершении ряда преступлений был задержан директор Агентства по контролю за наркотиками при президенте Таджикистана генерал-лейтенант Гаффор Мирзоев. Его обвинили в убийстве 8 апреля 1998 года начальника УВД Шахринавского района Мирзо Абдулоева (по данным следствия, 10 дней спустя подчинённые Мирзоева по его приказу убили главу этого же района), а также в организации вооружённого мятежа, попытке насильственного захвата власти, незаконной коммерческой деятельности, уклонении от уплаты налогов, хранении большого количества оружия и боеприпасов, незаконной приватизации земельных участков, самовольном строительстве дома в городе Куляб. До назначения главой агентства Мирзоев возглавлял Президентскую и Национальную гвардии (1995—2004), являлся председателем Национального олимпийского комитета Таджикистана, а ещё раньше принимал активное участие в боевых действиях во время гражданской войны на стороне Народного фронта (в августе 2006 года Мирзоев, ставший неугодным президенту, был приговорён к пожизненному заключению).
В ноябре 2004 года в Москве был задержан один из самых влиятельных таджикских наркобаронов Ибрагим Сафаров, известный в криминальных кругах как Боим, Бай, Раис или Министр (одновременно в Подмосковье, Санкт-Петербурге, Самаре и ещё нескольких российских городах оперативники задержали его сообщников). Отец Ибрагима Сафарова был сотрудником таджикского МВД, и он сам некоторое время служил в бригаде Внутренних войск. Уже в конце 90-х годов Сафаров благодаря своему покровителю и деловому партнёру, коим был начальник ГУВД Душанбе, выбился в криминальные авторитеты и наладил поставки в Россию крупных партий наркотиков (около полутора тонн героина в квартал), а также организовал обширную сеть оптовых сбытчиков в Центральной России и Сибири. На полученные от торговли наркотиками деньги Сафаров строил или приобретал в Душанбе рестораны, магазины, особняки (в частности, ему принадлежал почти весь посёлок Калинин, что под Душанбе, который окрестили «таджикской Рублёвкой»). По данным Интерпола, летом 2004 года на праздновании дня рождения Ибрагима Сафарова присутствовали высокопоставленные офицеры МВД Таджикистана, десятерым из которых он подарил по автомобилю «ВАЗ-2107» (в 2006 году Мосгорсуд приговорил Сафарова к 19-и годам лишения свободы, а восемь его подручных получили от 5 до 15 лет). В декабре 2004 года в Москве по запросу Генпрокуратуры Таджикистана был задержан находившийся в межгосударственном розыске лидер Демократической партии Таджикистана Махмадрузи Искандаров (его обвинили в крупных хищениях в бытность директором «Таджикгаза» и в причастности к террористической деятельности).
Летом 2005 года российские пограничники были сняты с афгано-таджикской границы, после чего транзит наркотиков через реку Пяндж увеличился во много раз (во многом благодаря коррупции в среде таджикских пограничников: чтобы занять должность начальника пограничной заставы в Пянджском и Ишкашимском пограничных отрядах, дислоцирующихся на границе с Афганистаном, нужно было заплатить начальству около 200 тыс. долларов). Всего за период с 1998 по 2005 год российскими пограничниками было задержано более 11,3 т героина. В сентябре 2005 года Агентство по контролю за наркотиками при президенте Таджикистана, используя собственные источники информации, вышло на след крупного наркобарона Акбарали Джурабоева, длительное время занимавшегося поставками наркотиков за пределы республики. АКН возбудило уголовное дело и убедило Генпрокуратуру выдать санкцию на его арест, однако, спустя полгода, антинаркотическое ведомство неожиданно попросило закрыть данное уголовное дело за неимением доказательств и судебной перспективы. Генпрокуратура Таджикистана решила, что основание для расследования есть и поручила дело следователям МВД, но через неделю после этого опять получила отказ по тем же причинам. Далее за расследование взялись сотрудники Генпрокуратуры и всё-таки установили, что в сентябре 2005 года Джурабоев отправил на территорию России пять «БелАЗов», в одном из которых был оборудован тайник, где находилось около 330 кг наркотиков, в том числе 255 кг героина, 66 кг опия-сырца и 8 кг гашиша. Всего в этой цепочке наркотрафика были задействованы три гражданина России и столько же граждан Таджикистана (все они, за исключением Джурабоева, были задержаны и в октябре 2006 года осуждены на территории России).
В январе 2006 года в Душанбе, возле своего дома был застрелен начальник военного института Минобороны Таджикистана генерал-майор Хакимшо Хафизов. В конце мая 2008 года в ходе масштабной операции спецслужб Таджикистана в Кулябе были задержаны влиятельный местный наркобарон Сухроб Лангариев и восемь его сообщников, в том числе племянник — Азам Лангариев, сын покойного Сангака Сафарова — Нурмахмад Сафаров и двое афганцев. При штурме дома, для чего использовались даже артиллерия и бронетехника, погибли офицер спецназа и двое мирных жителей, ещё один сотрудник спецслужб и случайный прохожий были ранены (среди развалин дома силовики обнаружили большие запасы вооружения и наркотиков). Старший брат Сухроба — Лангари Лангариев — в годы гражданской войны был одним из самых известных полевых командиров Народного фронта и занимал пост начальника штаба Национальной гвардии (в октябре 1992 года он скончался в одной из больниц Худжанда от полученных ранений). Другой брат — Файзали Лангариев — работал оперуполномоченным в Управлении исправительно-трудовых учреждений МВД республики, затем, по примеру старшего брата, воевал в рядах Народного фронта, а на момент ареста Сухроба дослужился до генерал-майора и занимал должность начальника Управления боевой подготовки Министерства обороны Таджикистана. Ещё один брат — Бахтиёр Лангариев — работал начальником РУБОП Душанбе (что не мешало Сухробу Лангариеву с 2002 года находиться в республиканском розыске за разбой). В апреле 2009 года Верховный суд Таджикистана, заседавший в обстановке строгой секретности на территории специзолятора КНБ, приговорил Сухроба Лангариева и семерых его подручных к пожизненному заключению (остальные 11 подсудимых, входивших в его наркокартель, получили в зависимости от тяжести совершённых ими преступлений от 6 до 21 года лишения свободы).
В начале февраля 2008 года в Гарме (Раштская долина) был убит командир ОМОНа МВД Таджикистана полковник Олег Захарченко, а четверо его бойцов получили тяжёлые ранения. Нападение на омоновцев организовал начальник Регионального управления по борьбе с организованной преступностью УВД Раштского района Мирзохуджа Ахмадов, который во времена гражданской войны был полевым командиром Объединённой таджикской оппозиции и опасался ареста за прошлые преступления. В июне 2008 года в Горном Бадахшане прошли массовые волнения, поддержанные таджикской оппозицией. Также в июне 2008 года в Подмосковье за хранение крупной партии героина были задержаны Рустам Хукумов, сын председателя Таджикской железной дороги Амонулло Хукумова и брат зятя президента Рахмонова, и наркокурьер Фарход Авгонов (в конце 2011 года Московский областной суд оправдал Хукумова). В июне 2009 года при задержании в своём доме был застрелен бывший министр внутренних дел Таджикистана Махмадназар Салихов, в последнее время враждовавший с кланом президента Рахмонова (Салихов занимал пост министра более двух лет и был отправлен в отставку без объяснения причин в январе 2009 года; во время гражданской войны он занимал пост генерального прокурора).
В июле 2009 года в ходе спецоперации МВД и Госкомитета нацбезопасности, проводившейся в кишлаке Ахба Тавильдаринского района против вооружённой группировки Негмата Азизова, был убит влиятельный каратегинец, бывший министр по чрезвычайным ситуациям Таджикистана генерал-лейтенант Мирзо Зиёев. В годы гражданской войны он был видным полевым командиром оппозиции, воевавшей с Народным фронтом, после перемирия 1997 года стал главой МЧС и занимал эту должность до ноября 2006 года, когда был отправлен в отставку без объяснения причин. После увольнения Зиеев примкнул к антиправительственной группировке и планировал захватить органы местной власти и отдел внутренних дел Тавильдаринского района. В конце июля 2009 года, во время визита президента России Дмитрия Медведева в Таджикистан, на стоянке около крупнейшего вещевого рынка Душанбе «Корвон», расположенного на южной окраине города, неизвестные взорвали автомобиль начальника отделения УВД столичного района Фирдоуси (сам подполковник Саид Давудов, который был участковым милиционером на рынке, отделался лёгкими травмами). Кроме того, за несколько дней до этого инцидента бомбы взрывались рядом с международным аэропортом Душанбе и гостиницей «Таджикистан».
В сентябре 2009 года был убит начальник уголовного розыска ОВД города Исфара, подполковник милиции Саидумар Саидов. В начале сентября 2010 года в Худжанде на территории РУБОП УВД Согдийской области взорвалась прорвавшаяся во двор машина с двумя смертниками, в результате чего было уничтожено правое крыло административного здания, погибли два сотрудника управления, а ещё 28 человек получили ранения (по одной из версий, теракт имел целью помешать следственным мероприятиям по делу об убийстве директора Исфаринского рынка Хомиджона Каримова, который был приближен к криминальным кругам области; по другим данным, за взрывом стояли исламисты). Через несколько дней взрыв прогремел в ночном клубе «Дусти» в южной части Душанбе.

## Современное положение
Во многом влиянию организованной преступности способствует катастрофическая ситуация с экономикой Таджикистана, и как следствие этого — бедственное положение большей части населения. К 2010 году около 60 % жителей страны находились за чертой бедности, уровень безработицы достигал 40 %, на сезонные заработки в год выезжало от 650 тыс. до 1 млн человек (в основном в Россию). Денежные переводы таджикских рабочих из России были равны двум годовым бюджетам страны и достигали 1 млрд долл. в год, причём половина из этих денег шла в Таджикистан нелегально (в 2011 году таджикские рабочие перевели на родину около 3 млрд долл.).
Крупнейшей криминальной отраслью Таджикистана является наркобизнес во всех его проявлениях — от переправки наркотиков из Афганистана и распространения внутри страны до организации трафика через соседние страны (Кыргызстан и Узбекистан) в Россию и Казахстан. В этот бизнес вовлечено огромное количество людей, начиная с крестьян, выращивающих опийный мак, производителей («химиков»), курьеров («мулов»), боевиков, обеспечивающих безопасность и сохранность груза, и кончая финансистами, «отмывающими» деньги, силовиками и чиновниками, «крышующими» весь этот бизнес, и, конечно же, главарями наркокартелей. По состоянию на начало 2010 года с афганской стороны границы наркобизнес контролировали следующие главари — «производители» Абдул Вали (лаборатории в провинции Тахар), Мадад Джан и Нур Рахман (лаборатории в провинции Нангархар), Хаджи Рахимулла и Хаджи Рахман (лаборатории в провинции Гильменд), Мафтун (лаборатории в Кабуле), «торговцы», они же распространители и посредники Хаджи Хикматулла (Тахар), Гол Башар и Али Хайдар (оба из Кабула), «перевозчики» Хаджи Хаким и Абдул Джаббар (курировали перевозку наркотиков в Таджикистан). С таджикской стороны наркобизнес контролировали авторитеты Абдул Возуз, Курбон, Хамед, Навид и Абдулахак (организация путей наркотрафика из Афганистана в Таджикистан), Тадж Мохаммад и Нематулла (получатели и оптовые продавцы наркотиков), Аминулла, Мирзамин и Абдулматин (розничный сбыт наркотиков в Таджикистане), Наджиб, Шавгиз и Джамал (организация путей наркотрафика из Таджикистана в Россию), Вахед и Хан-Заман (организация путей наркотрафика из Таджикистана в Казахстан). В 2010 году около 550 т афганского героина шло на рынок России и более 700 т — в Европу. В сфере сбыта таджикские наркодельцы опираются либо на многочисленных земляков, осевших в России, либо на цыганские картели (как местные, так и состоящие из среднеазиатских цыган, переселившихся в Россию).
Ещё один канал контрабанды наркотиков в Россию курируют коррумпированные дельцы из числа российских военнослужащих, расквартированных на территории Таджикистана — офицеры 201-й дивизии и прикомандированные к таджикскому Министерству обороны советники (ранее в наркотрафике активно участвовали российские пограничники). Оптовые партии наркотиков переправляются с помощью самолётов военно-транспортной авиации, частных и ведомственных авиакомпаний и в запечатанных железнодорожных вагонах. Почти все действующие в стране группировки наркоторговцев связаны с руководством силовых органов — МВД, ГКНБ и армии. В январе 2012 года стражам порядка удалось задержать трёх высокопоставленных чиновников МВД, работавших на наркомафию — Фаридуна Умарова, начальника отдела по борьбе с незаконным оборотом наркотиков ОВД Фархорского района Хатлонской области и младшего брата первого заместителя председателя Госкомитета национальной безопасности (ГКНБ) Таджикистана Мансура Умарова, майора Зафара Мирзоева, начальника отдела управления по борьбе с незаконным оборотом наркотиков МВД Таджикистана, и Тохирхона Шерова, возглавлявшего отдел по борьбе с незаконным оборотом наркотических средств столичного УВД (все трое офицеров «крышевали» наркоторговцев, в частности, за крупные взятки избавляли их от уголовной ответственности, а Фаридун Умаров и вовсе контролировал наркотрафик в приграничных с Афганистаном районах Хатлонской области, а также в Душанбе, для чего создал банду, в которую входили сотрудники полиции и спецслужб). Первоначально был арестован известный в криминальных кругах наркобарон Рустам Хаитов (оперативники задержали его с 42 килограммами наркотиков), который и сообщил следователям о том, что часть незаконного груза принадлежала Фаридуну Умарову.
Наряду с традиционными видами преступлений, такими как теневая экономика, наркобизнес, вымогательство и проституция, с развалом Советского Союза в стране проявились новые тенденции в сфере преступности: из Таджикистана стали вывозить девушек для продажи в бордели Узбекистана, Казахстана, Киргизии, России, Афганистана, ОАЭ и Израиля, а мужчин продавать в Казахстан и Россию для принудительного труда. Рынок нелегальных эмигрантов активно пополнялся похищенными или проданными за долги людьми. Ещё одной прибыльной сферой деятельности для таджикских группировок и коррумпированных силовиков стало похищение с целью получения выкупа богатых земляков в России или их родственников в Таджикистане.

### Региональные кланы
Реальная власть в стране поделена между авлодами — региональными кланами или патронимиями, наиболее влиятельными из которых являются ходжентский, кулябский, каратегинский, гиссарский и памирский. Как гласит таджикская пословица «Ходжент правит, Куляб охраняет, Памир танцует, а Каратегин торгует». Помимо собственно родственных связей в общественно-политической жизни Таджикистана большую роль играют и отношения, возникающие при породнении между собою тех или иных общественно-политических деятелей, связанных общими интересами (например, заключаются браки между их детьми). Клановость охватывает все сферы таджикского общества, не минуя даже силовые структуры. Во всех государственных органах власти земляки покровительствуют землякам, а в армии и погранвойсках не редки даже стычки на клановой почве.
Кроме того, в таджикском обществе влиятельны традиционные сословия: это прежде всего сейиды, считающиеся потомками основателя ислама пророка Мухаммеда; ходжи, относящиеся к потомкам первых четырёх праведных халифов; тура — потомки тюркских военачальников; махсумы (махдумы) — потомственные служители мусульманского культа; мирзо — потомственные писцы. Часть сейидов и ходжей, традиционно вовлечённых в мусульманскую мистическую суфийскую практику и возглавляющих суфийские общины, образуют ещё одно сословие — ишанов.
В целом все знатные сословия составляют единую привилегированную общественную группу — аксуяков («людей белой кости»), в определённой степени противопоставляемую остальному народу — омихо, или фукаро. Как в старину, так и теперь, по образу жизни эти сословия мало чем отличались от основной массы населения. Они так же, как и все прочие, занимались ремеслом, торговлей и земледелием. Правда, окружающие оказывали знатным людям особое уважение и почести, например, первыми приветствовали их при встрече на улице, делали регулярные подношения. Разумеется, имелись и некоторые различия в жизни и быту простонародья и знати. Последние почти поголовно получали углублённое мусульманское образование и благодаря этому, а также знатному происхождению, назначались на государственные должности или выполняли религиозные и другие общественные функции. Географическое распределение представителей знатных сословий было неравномерным, иногда они составляли часть населения какого-либо кишлака, квартала или городка, иногда проживали вперемежку с простыми людьми, но всё равно стремились к определённой территориальной изоляции.
После революции 1917 года, когда в результате проводимых советской властью преобразований в среднеазиатских обществах стали возникать социальные группы современного типа — главным образом, чиновничество и интеллигенция, — основу их составляли не столько «выходцы из рабочих и крестьян», как любила утверждать советская пропаганда, а представители традиционных привилегированных сословий, которые обладали большей мобильностью и более высоким образовательным уровнем, и потому оказывались в большей степени приспособленными к требованиям современной жизни. Исторически наиболее мобильным и активным в пределах Таджикистана было и остаётся сословие ходжей. Значительную социальную активность это сословие проявляло в Ходженте, центре Северного Таджикистана, где его представители традиционно занимали ведущие политические и экономические позиции. Когда образовалась Таджикская АССР (1924), а затем и Таджикская ССР (1929), северный регион республики, как наиболее развитый в экономическом отношении, стал играть и ведущую политическую роль в жизни страны, а среди выходцев с Севера, в свою очередь, доминировали представители местной элиты — ходжей. Выходцы из ходжентских ходжей образуют ядро таджикского торгово-бюрократического слоя, имеющего широкие международные контакты. В то же время известно, что в правящую элиту северян входят и выходцы из других «благородных» сословий, в том числе махсумы и сейиды (последних много среди сотрудников спецслужб и в других государственных структурах Таджикистана).
Если стержнем северных знатных групп является сословие ходжей, то на Юге, в особенности в Каратегине, ведущую роль среди тамошних элит традиционно играли ишаны, нередко происходившие из сословия сейидов. Ещё со времён русского завоевания Средней Азии (вторая половина XIX века) именно выходцы из ишанского сословия составляли основу тех общественных сил, которые выступали против распространения христианства и русской культуры, противились каким бы то ни было общественным изменениям. Именно эти люди составляли костяк сопротивления советской власти (первая треть XX века), а позже — руководства Партии исламского возрождения. Также в общественно-политической жизни Таджикистана значительна роль традиционной социально-профессиональной группы мирабов — распределителей воды. В условиях поливного земледелия распределение воды во все времена считалось важнейшей социальной функцией, которую выполнял всеми уважаемый человек с высоким общественным статусом. Так, бывший глава мусульман Таджикистана (муфтий) Фатхуллохон Шарифзода, принадлежавший к сословию ишанов-тура, в молодости работал в системе водного хозяйства Гиссарского района. Даже сейчас, когда в общественном положении традиционных привилегированных сословий происходят, хотя и достаточно медленно, определённые изменения, всё же соблюдается внутрисословная эндогамия (запрет на внесословные браки).
В Северном Таджикистане большие семьи, проживающие в одном хозяйственном дворе и занимающие определённые участки (хавли), обозначаются термином туп. Совокупность нескольких родственных друг другу тупов или больших семей составляет так называемый авлод (от арабского «сыны») — объединение не только живущих, но и уже умерших родственников по мужской линии (и их жён), восходящее к единому предку. У различных групп ираноязычного населения Таджикистана такие родственные кланы известны и под другими названиями: у язгулямцев — каум, шугнанцев — гру, ваханцев — тухм, матчинцев — хейш, других горных таджиков — каум (каун), тойфа и кында, у равнинных таджиков — каум (впрочем, авлодом может именоваться и большая семья, то есть туп, а хейш может употребляться не как синоним авлоду, а обозначать совокупность нескольких родственных авлодов). Авлоды-патронимии традиционно селились компактно, будь то кишлак или городской квартал (эта территория носит название махалля или гузар и исторически принадлежит авлоду, выступающему как община). В связи с нехваткой земли уже с 50-х годов XX века экономической основой авлода становится общий фонд заработной платы. Также авлоду принадлежала и обязанность осуществления кровной мести.
Основной формой общения мужчин в традиционном таджикском обществе были так называемые мужские объединения (гаштаки или гапы) — особые собрания, регулируемые этикетом и ритуалом и объединяющие жителей одного авлода, квартала, профессии или сферы деятельности. Основой объединений по традиции была и остаётся совместная трапеза. Все члены объединения обязаны поддерживать друг друга в различных жизненных ситуациях. На основе мужских объединений были построены первичные ячейки многих партий (например, Партии исламского возрождения), а также молодёжные группировки в городах страны. Так как суфийские ордена, авлоды, сословия, мужские объединения и другие традиционные структуры уже не могут выступать как совершенно самостоятельные общественно-политические силы, они вынуждены действовать под видом современных политических структур, главным образом, партий. Кроме того, мужские объединения в кварталах и кишлаках теперь формируются не по авлодному признаку, а по возрастному и по профессиональному, что даёт возможность быстро формировать сплочённые группы, находящиеся под влиянием лидера данной общины либо лидера данного мужского объединения. Такие группы спаяны жёсткой дисциплиной, круговой порукой, безусловным повиновением лидеру. Именно эта трансформация старого авлода стала основой формирования вооружённых групп и отрядов как в стане оппозиции, так и среди сторонников Народного фронта. На основе этих возрастных родственных мужских групп в кратчайшие сроки могут быть созданы боевые отряды, ориентация которых будет зависеть в основном от их лидера.
- Худжандский клан

Также известен как ходжентский, ленинабадский и согдийский клан. Делится на несколько влиятельных групп — непосредственно согдийскую (или худжандскую), зарафшанскую (или истаравшанскую), пенджикентскую и ягнобскую. Во время гражданской войны ленинабадская этнорегиональная группа, из которой в советское время рекрутировалась политическая элита республики (за ленинабадцами был «закреплён» пост первого секретаря ЦК Компартии республики, а за близкими к ним канибадамцами — пост председателя Совета министров), перегруппировалась и поделила госсобственность, не участвуя активно в вооружённом конфликте (хотя симпатии клана всё же были на стороне кулябско-гиссарской коалиции, выступившей против каратегинцев и памирцев). Представители клана контролируют промышленные и сельскохозяйственные предприятия Согдийской области (в том числе горно-химический комбинат и автобусный завод в Чкаловске, нефтеперерабатывающий завод в Канибадаме, горно-обогатительный комбинат в Адрасмане, металлургический завод в Исфаре, многочисленные хлопкоочистительные, текстильные и пищевые предприятия), экспорт хлопка, алюминия, овощей и фруктов, крупный рынок «Панчшанбе» в Худжанде, а также транспортировку наркотиков в Казахстан и Россию (хотя и в меньшей степени, чем южане). Худжандцы традиционно очень предприимчивы, но по ряду причин больше ориентируются на Узбекистан и Россию, чем на южный Таджикистан. Интересы клана лоббировал Союз прогрессивных сил Таджикистана, созданный крупными бизнесменами северной части страны и северянами, которые работали в Душанбе. Пенджикентцы контролируют собственные посевы опийного мака и конопли, а также поставки наркотиков в Россию (через Худжанд), Самарканд и Душанбе.
Среди основных лидеров клана — Бободжан Гафуров (в 1946—1956 годах первый секретарь ЦК Компартии Таджикской ССР, умер в 1977 году в Душанбе), Джабар Расулов (в 1946—1955 годах председатель Совета Министров Таджикской ССР, в 1961—1982 годах первый секретарь ЦК Компартии Таджикской ССР, умер в 1982 году в Душанбе), Абдулахад Кахаров (в 1954—1955 годах председатель Ленинабадского облисполкома, в 1956—1961 годах заместитель председателя Совета Министров Таджикской ССР, в 1961—1973 годах председатель Совета Министров Таджикской ССР, умер в 1984 году в Душанбе), Турсунбай Ульджабаев (в 1955—1956 годах председатель Совета Министров Таджикской ССР, в 1956—1961 годах первый секретарь ЦК Компартии Таджикской ССР, умер в 1988 году в Душанбе), Рахмон Набиев (в 1973—1982 годах председатель Совета Министров Таджикской ССР, в 1982—1985 годах первый секретарь ЦК Компартии Таджикской ССР, в 1991—1992 годах президент Таджикистана, умер в 1993 году в Худжанде при невыясненных обстоятельствах), Абдужалил Самадов (в 1993—1994 годах премьер-министр Таджикистана, умер в 2004 году в Москве), Абдуджалил Хамидов (в 1992—1993 годах председатель Ленинабадского облисполкома, в 1995—1996 годах председатель хукумата Ленинабадской области, крупный предприниматель, умер в 2010 году в тюрьме Душанбе), Кахар Махкамов (в 1982—1986 и 1990—1991 годах председатель Совета Министров Таджикской ССР, в 1985—1991 годах первый секретарь ЦК Компартии Таджикской ССР, в 1990—1991 годах президент Таджикистана, в 1990 году председатель Верховного Совета Таджикской ССР), Абдумалик Абдулладжанов (происходит из старинной и почитаемой семьи богословов-махсумов, в 1992—1993 годах премьер-министр и один из богатейших людей страны; в советское время его дядя был видным религиозным деятелем Ленинабадской области; в начале 90-х годов брат Абдулладжанова занимал пост председателя горсовета Ходжента; дочь Абдулладжанова вышла замуж за сына тогдашнего председателя Ленинабадского облисполкома Абдуджалила Хамидова), Яхьё Азимов (президент Кайраккумского коврового комбината «Колинхо», в 1996—1999 годах премьер-министр Таджикистана, в 2000—2001 годах министр экономики и внешнеэкономических связей), Окил Окилов (в 1993—1994 годах министр строительства, в 1994—1996 годах вице-премьер-министр, в 1996—1999 годах первый заместитель председателя Ленинабадской области, с 1999 года премьер-министр Таджикистана), Косим Косимов (министр сельского хозяйства Таджикистана), Кохир Расулзода (председатель хукумата Согдийской области), Садридин Хайридинов (глава корпорации «Элита Истаравшан» и депутат парламента), Сайфиддин Тураев (глава корпорации «Ховар», его старший брат был мэром города Ура-Тюбе), Нормат Юнусов (бывший министр финансов).
- Хисарский клан

Также известен как гиссарский клан. После окончания гражданской войны гиссарцы оказались в коалиции с номинальными победителями — кулябцами, и даже «застолбили» за собой пост мэра Душанбе, но между ними всегда существовали противоречия (например, сразу после освобождения Душанбе в конце 1992 года случились первые кулябско-гиссарские столкновения). Среди гиссарцев большую долю составляют узбеки, что несколько ослабляет консолидацию клана. Исламистское крыло клана возглавляет Ходжи Акбар Тураджонзода, происходящий из старинной семьи ишанов — руководителей мусульманского мистического суфийского ордена кадирийя. Среди других лидеров клана — Сафарали Кенжаев (по происхождению ягнобец, в 1975—1983 годах прокурор Фрунзенского района Душанбе, в 1983—1989 годах транспортный прокурор Таджикской ССР, в 1991—1992 годах председатель Верховного Совета Таджикистана, убит в 1999 году в Душанбе), Баракатулло Ахмедов (мэр города Турсунзаде), Хол Машрабов (бывший председатель района Рудаки).
- Раштский клан

Также известен как каратегинский или гармский клан. Каратегин всегда имел гораздо худшие условия хозяйствования, что ещё до революции порождало отходничество (в основном, каратегинцы работали на предприятиях крупных городов Средней Азии — Ташкента, Ферганы, Коканда). Коренным образом повлияла на весь строй жизни горцев Таджикистана миграционная политика властей после революции (две трети мигрантов в Вахшской долине были депортированы туда насильно). Для переселенцев из Каратегина и предгорий Памира было свойственно расселение крупными компактными группами, стойкое сопротивление ассимиляции и навязыванию чужих правил, стремление сохранить культурно-хозяйственные формы при неизбежной их ломке вследствие изменившихся условий хозяйствования. Всё это способствовало отчуждению от власти и проповедовавшейся ею коммунистической идеологии, что подготовило почву для распространения впоследствии оппозиционных движений, которые, несмотря на мощное давление тоталитарного государства, всё же находили своих адептов в среде переселенческого населения Вахшской долины.
Вдобавок в Вахшской долине складывалась очень сложная система взаимоотношений политических субкультур — под покровом якобы единой советской политической культуры происходило столкновение каратегинской субкультуры и доминировавшей политической культуры северных таджиков (ленинабадцев). Распространению оппозиционных настроений способствовала и возвратная миграция в Каратегин, где образовались относительно большие поселения фактически вне контроля властей. Кроме того, внимание государственных органов было направлено на хлопководческие районы республики, тогда как Гармская зона развивалась во многом самостоятельно. Более того, из-за отсутствия государственных органов власти в отдельных поселениях Гармской зоны возникли собственные властные структуры. Таким образом, увеличение численности каратегинской этнорегиональной группы по отношению ко всему населению Таджикистана и концентрация каратегинской интеллигенции в столице вызвали стремление изменить региональный баланс сил на уровне властных структур.
Со времён отходничества и массового переселения на равнины каратегинцы отличаются традиционной предприимчивостью, инициативностью, мобильностью и крайней религиозностью (в роли духовных наставников у них чаще всего выступают представители старинных суфийских родов, учившиеся ещё у поколения выпускников бухарских медресе). К началу 90-х каратегинская этнорегиональная группа занимала место торговцев и предпринимателей (причём, каратегинская торговая элита контролировала не только госторговлю, но и чёрный рынок и теневую экономику в центре и на юге республики). Она была очень слабо представлена в политической элите (в советский период за каратегинцами был «закреплён» пост председателя Верховного Совета республики), зато окрепла экономически и выдвинула в период распада союзной государственности и паралича власти в республике свой путь будущего устройства страны, исключавший коммунистическую идеологию. Интересы каратегинцев на этом историческом этапе лоббировали Партия исламского возрождения и Демократическая партия (ДПТ обзавелась своими военизированными структурами из числа молодых каратегинцев, а ПИВТ стала массовой и очень влиятельной организацией, когда в неё пришли каратегинские ишаны).
В годы гражданской войны клан составлял ядро Объединённой таджикской оппозиции, а после поражения в середине 90-х каратегинская этнорегиональная элита перенесла свою деловую активность в экономическую сферу, переведя значительную часть своих капиталов за пределы Таджикистана (в основном в Россию). Кроме того, произошёл раскол среди «демократов» и вновь открылась идейная пропасть между «демократами» и исламистами. Но, после перемирия 1997 года, многие исламисты, лишь формально признав верховенство Рахмонова, заняли руководящие посты в регионе. Значительные группы каратегинцев эмигрировали в Афганистан, Россию и Украину, сохранив тесные связи с земляками и участвуя в торговых операциях клана (в том числе и с наркотиками). Каратегинцы, проживающие в Таджикистане, негативно относятся к русским и узбекам, а после гражданской войны эта неприязнь лишь многократно усилилась.
- Вахшский клан

Также известен как курган-тюбинский клан. Бывшая Курган-Тюбинская область наиболее сильно пострадала во время гражданской войны. Кроме того, слияние с Кулябской областью на правах «младшего брата», подавление во 2-й половине 90-х годов мятежей местного авторитета Махмуда Худойбердыева, трения между отдельными этническими группами таджиков, а также между таджиками и узбеками, сильно подорвали позиции курган-тюбинского клана. Среди основных лидеров клана — Абдулмаджид Достиев (посол Таджикистана в России).
- Хатланский клан

Также известен как кулябский клан. За годы советской власти кулябская община трансформировалась в колхоз с характерной неограниченностью власти вожака общины — раиса (председателя колхоза). Коммунистическая идеология вписалась в идеологические механизмы кулябцев, не противореча даже местному варианту «народного» ислама, а сложившаяся при социализме система власти также соответствовала традиционным властным отношениям. Кроме того, хлопководство по ряду причин было возможно только при сохранении традиционной общины. Не удивительно, что именно кулябцы с началом гражданской войны стали естественными сторонниками компартии и советского порядка в его полном объёме. После окончания вооружённого конфликта в 1997 году кулябцы с позиции победителя стали распространять своё влияние на весь Южный и Центральный Таджикистан, потеснив ленинабадскую элиту, тем более что последняя особенно и не держалась за эту часть республики (под контролем кулябцев оказались Хатлонская область и Душанбе с окрестностями).
По своему характеру кулябцы традиционно расположены к службе в правоохранительных органах и вооружённых силах, однако очень велика и степень криминализованности этой этнорегиональной группы. Для политической культуры Куляба свойственен вождизм, когда вокруг «бобо» (пахана) собирается группировка, спаянная круговой порукой. При слабых рыночных ориентациях, культе силы и пренебрежении законностью кулябцы признают предпринимательство исключительно в феодализированной форме, то есть с выплатой дани. Среди основных интересов клана — транзит наркотиков из Афганистана, экспорт хлопка, электроэнергии с Нурекской ГЭС и продукции Вахшского азотно-тукового завода, хищения государственных средств, кулябские рынки «Саховат», «Хатлон» и «Хосилот». Контроль над границей вдоль реки Пяндж (и, соответственно, возможность провозить через неё наркотики) с переменным успехом оспаривают местные и афганские группировки, а также таджикские и афганские силовые структуры. Кулябская «молодёжь», наводнившая Душанбе после прихода к власти Рахмонова, вскоре монополизировала в городе сбыт наркотиков, взяла под свой контроль проституцию, занялась грабежами и завладением квартир.
Ведущую роль внутри кулябского клана играет клан Рахмонова, также известный как дангаринский клан, который выдвинулся на первые роли в стране с началом правления Эмомали Рахмонова, уроженца города Дангара. В 1994 году Рахмонов стал президентом страны и вскоре почти все ведущие посты в Таджикистане заняли уроженцы Дангаринского района. К 2002 году кулябские силовики делились на две влиятельные группы — пархарскую и дангаринскую. К первой относились командующий Президентской гвардией Гаффор Мирзоев и мэр Душанбе Махмадсаид Убайдуллоев, на которого замыкалась вся столичная милиция, ко второй — командир бригады спецназа МВД Сухроб Касымов, министр безопасности Хайриддин Абдурахимов, министр внутренних дел Хумидин Шарипов и министр обороны Шерали Хайруллоев. Старшая дочь Рахмонова Фируза замужем за сыном начальника Таджикской железной дороги Амонулло Хукумова и владеет сетью бутиков в центре Душанбе; дочь Озода, работающая заместителем министра иностранных дел, замужем за дипломатом (позже он занял пост заместителя министра финансов Таджикистана); дочь Тахмина — за владельцем строительной компании и сети супермаркетов (она и сама владеет многими предприятиями); младшая дочь Зарина фактически руководит государственным телеканалом «Шабаккаи аввал». Старший сын Рахмонова Рустам является депутатом Маджлиса Душанбе и членом президиума правящей Народно-демократической партии Таджикистана, возглавляет управление по борьбе с контрабандой и нарушением таможенных правил Таможенной службы Таджикистана и негласно контролирует это ведомство (также он является вице-президентом Федерации футбола Таджикистана и заместителем председателя Союза молодёжи Таджикистана).
Родственники и знакомые Рахмонова контролируют ряд крупнейших банков и компаний страны (брат жены Рахмонова — Хасан Садуллоев, он же Асадуллозода — является хозяином крупного «Ориён-банка» и контролирует хлопковый рынок страны), в том числе финансовые потоки Таджикского алюминиевого завода, ряда энергетических и горнодобывающих фирм, а также участки афгано-таджикской границы, госзакупки и приватизационные процессы (отец одного из зятьёв Рахмонова — Ширали Гулов — председатель Госкомимущества Таджикистана, зять президента Махмадзойир Сохибов ранее возглавлял Агентство по государственным закупкам). Многие таджикские чиновники, особенно силовики и дипломаты, причастны к незаконному обороту наркотиков, а почти все руководители силовых структур и послы Таджикистана — выходцы из Дангары, из совхоза, которым руководил Рахмонов. Среди других лидеров клана — Акбар Мирзоев (в 1987—1988 и 1990—1992 годах председатель Кулябского облисполкома, в 1992 году премьер-министр Таджикистана), Шариф Рахимзода (в 2006—2008 годах председатель Госкомитета по инвестициям и управлению государственным имуществом, с 2008 года председатель Нацбанка Таджикистана), Гайбулло Авзалов (председатель Хатлонской области), Изатулло Хаёев (бывший председатель исполкома Горно-Бадахшанской автономной области, министр мясной и молочной промышленности республики, первый секретарь Кулябского обкома компартии, председатель Совета Министров Таджикистана, министр внешнеэкономических связей и глава аппарата президента Рахмонова), Хабибулло Табаров (бывший председатель Кулябского облисполкома и министр сельского хозяйства и земельных реформ Таджикистана), Гулом Бояков (бывший председатель Фархорского района).
В июне 2012 года в Душанбе был застрелен Холмумин Сафаров — директор государственного унитарного предприятия «Таджиклес» и супруг старшей сестры Эмомали Рахмонова.
- Бадахшанский клан

Также известен как памирский клан, который делится на несколько этнотерриториальных групп — дарвазскую, язгулямскую, шугнанскую, рушанскую, ишкашимскую и ваханскую. Памирцы всегда находились в этнической и конфессиональной обособленности по отношению к Таджикистану, вызванной тем, что они являются конгломератом маленьких этносов, имеющих особые обычаи, традиции, ментальность и не входящих в таджикский народ. Самые главные различия лежат в языковой и конфессиональной области — памирские языки входят в восточноиранскую группу языков, а таджикский — в западноиранскую. В религиозном отношении памирцы исповедуют исмаилизм — один из толков шиизма, весьма разбавленный местными анимистическими и другими верованиями. Несмотря на альянс между исламистами и памирцами во время гражданской войны, нельзя преувеличивать религиозность последних. Памирцы также антагонистичны к афганцам, у них сохранилась память об опустошительных набегах со стороны южных соседей. Возникновению и деятельности мафиозных группировок в Горном Бадахшане способствует родовая организация памирского общества, которая предполагает тесную взаимосвязь и взаимовыручку членов рода.
В первой половине 90-х годов основными группировками наркоторговцев были хорогский, шугнанский, поршиневский, ванчский, дарвазский, ишкашимский и рушанский кланы. Хорогскую группировку возглавлял авторитет Лёша Горбун, убитый в декабре 1994 года. Во главе ванчской группировки стояли братья Мамадасламовы, более известные под кличками Водиш и Ядгор. В декабре 1992 года люди Ядгора по просьбе афганских партнёров без боя заняли тюрьму в Хороге и выпустили из неё 16 заключённых, в числе которых были несколько граждан Афганистана, вернувшиеся на родину. В мае 1993 года на общем собрании памирских полевых командиров Водиш был избран руководителем бадахшанского ополчения. Одно время он проживал в Орджоникидзеабаде, откуда руководил экспортом наркотиков из республики, и враждовал с министром внутренних дел и бывшим рэкетиром Якубом Салимовым. Ядгор в середине 1993 года тяжело пострадал в автокатастрофе и на некоторое время отошёл от дел. В ходе гражданской войны памирские преступные группировки утратили свои позиции на равнине, в том числе в Душанбе (памирские уголовники активно участвовали в боевых действиях и были вынуждены вместе с остальными памирцами спасаться в Горном Бадахшане, который правительственные силы так и не смогли захватить).
После гражданской войны отношения между памирцами и таджиками резко ухудшились. Негативное отношение к памирцам наблюдается не только у кулябцев, душанбинцев и курган-тюбинцев, но и у бывших союзников памирцев — каратегинцев. В свою очередь, памирцы стали дистанцироваться от остальной республики, стремиться к национальной идентификации, осознанию себя отдельным этносом и автономизации (немалая часть памирцев даже разделяет настроения в пользу отделения от Таджикистана). В Хороге расположен крупнейший рынок афганского опия и героина, а также транзитный узел по отправке наркотиков в Душанбе и Ош. Также велика доля памирцев в торговле оружием и других видах криминального бизнеса, они контролируют приграничную торговлю с Китаем и Афганистаном, перепродажу товаров в остальные районы Таджикистана и Кыргызстана. Памирцы и раньше тяготели к России, а теперь их ориентация на неё стала превалирующей, поскольку они достаточно чётко осознали, что их основной бизнес — посредничество между наркодельцами Афганистана и Пакистана и колоссальным рынком России, а также приграничная торговля, которая всё равно возможна лишь при доступе на ёмкий российский рынок.
Сегодня центральные власти слабо контролируют ситуацию в отдалённых районах Горного Бадахшана, полноценно присутствуя лишь в Хороге и вдоль границы. В горных кишлаках, где в 90-х годах распалась система местных советов и самораспустились колхозы, вся власть сосредоточена в руках «отрядов самообороны», дельцов наркобизнеса и верхушки исмаилитов. Среди основных лидеров клана — Мастибек Ташмухамедов (в 1932—1934 годах первый секретарь ЦК ЛКСМ Таджикистана, В 1957—1970 годах военный комиссар Таджикской ССР, умер в 1988 году в Душанбе), Назаршо Додхудоев (в 1948—1950 годах председатель облисполкома Горно-Бадахшанской автономной области, в 1950—1956 годах председатель Президиума Верховного Совета Таджикской ССР, в 1956—1961 годах председатель Совета Министров Таджикской ССР, умер в 2000 году в Душанбе), Шоди Шабдолов (председатель Компартии Таджикистана и депутат парламента, бывший первый секретарь Хорогского горкома партии), Косим Кодири (председатель Горно-Бадахшанской АО), Исмаил Давлатов (бывший министр экономики и финансов Таджикистана).
В июле 2012 года в окрестностях Хорога был зарезан начальник управления Государственного комитета национальной безопасности (ГКНБ) по Горно-Бадахшанской автономной области генерал-майор Абдулло Назаров, четыре сопровождавших его сотрудника получили лёгкие ранения. В преступлении обвинили членов самой влиятельной местной группировки, которую возглавлял командир Ишкашимского погранотряда и бывший полевой командир оппозиции Толиб Айембеков, брат покойного авторитета Лёши Горбуна (Толиб курировал контрабанду наркотиков, табака и драгоценных камней). Через несколько дней в своей машине был подорван прокурор Рушанского района Горно-Бадахшанской автономной области Нафасбек Дильшодов, получивший тяжёлые ранения. В ходе ответной спецоперации, проведённой властями в Хороге, были ликвидированы 30 и задержаны более 40 членов группировки Айембекова, в том числе пять граждан Афганистана (у них изъято около 100 единиц различного огнестрельного оружия). Среди погибших оказались бывший полевой командир и неформальный лидер Памира Едгор Шомусаламов и один из сыновей Айембекова. Со стороны правительственных сил погибли 17 человек, ещё 40 получили ранения. Кроме того, был жестоко избит главный военный прокурор Хайрулло Саидов, направленный в Хорог в качестве главы оперативно-следственной группы по расследованию убийства генерала. По неофициальным данным, жертвы среди гражданского населения исчислялись десятками.

### Исламистские структуры
Первоначальные группировки исламистов, появившиеся в Таджикистане в 1970-х годах, состояли, главным образом, из городских и, частично, сельских маргиналов — лиц, у которых традиционалистские связи с родовыми (авлодными) и квартальными (махаллинскими) общинами были существенно ослаблены. Идеологические установки первых исламистских группировок были достаточно экстремистскими, их руководители и рядовые члены выступали против исторически сложившейся в Таджикистане мусульманской религиозной обрядности, объявив её еретической, и призывали к насильственному очищению религии и возвращению её к «чистым» формам. Партия исламского возрождения Таджикистана уходит своими корнями в молодёжные группы, которые стали складываться в 1970-е годы вокруг действовавших под видом кишлачных чайхан подпольных мактабов, получивших распространение в Кулябской и Курган-Тюбинской областях в зонах проживания переселенцев из Каратегина. Преподавали в этих подпольных школах старейшины ишанских родов, почитаемых каратегинцами и на новых местах их расселения. Два этих течения исламизма — маргинализованное и традиционалистское — какое-то время существовали независимо друг от друга, а затем во второй половине 1970-х слились. Ещё в большей степени консолидация исламистских группировок в масштабах всей республики началась тогда, когда в 1983 году стал подпольно издаваться первый печатный орган исламистского направления — журнал «Хидоят».
С началом эпохи перестройки деятельность исламистских группировок, существенно активизировавшись, вступила в новый этап. Именно тогда проявилась тенденция к объединению исламистов в масштабах всего Советского Союза. Контакты, возникшие между руководителями исламистов различных регионов СССР, привели к созыву 9 июня 1990 года в Астрахани учредительного съезда Всесоюзной исламской партии возрождения (ИПВ), амиром которой был избран дагестанец Ахмадкади Ахтаев. Его заместителем стал азербайджанец Гейдар Джемаль, а видную роль в партии играл будущий заместитель председателя ПИВТ Давлат Усмон, один из активных участников съезда. 6 октября 1990 года в кишлаке Чортут Ленинского района состоялась учредительная конференция региональной структуры ИПВ, на которой присутствовали 500 человек делегатов и гостей. Вслед за провозглашением государственной независимости Таджикистана руководители региональной структуры общесоюзной ИПВ приняли решение об организации самостоятельной Партии исламского возрождения Таджикистана. 26 октября 1991 года в Душанбе был проведён 1-й съезд партии, на котором председателем ПИВТ стал М. Химматзода, первым заместителем — Д. Усмон, вторым заместителем — С. Гадо. Сочетание организационной структуры первичных ячеек партии с махаллинско-авлодным расселением таджиков было характерно и для мест компактного проживания каратегинцев в Курган-Тюбинской и Кулябской областях, которые наряду с Матчей и собственно Каратегином были основной территориальной базой ПИВТ.
Когда в конце марта 1992 года в Душанбе начался митинг оппозиционных сил, выступавших против политики президента Рахмона Набиева, руководители и члены Партии исламского возрождения приняли в нём самое активное участие. Особенно усилилась в конце апреля 1992 года роль одного из деятелей партии и одновременно преподавателя Исламского института мулло Киёмитдина, который стал командующим так называемой Народной гвардией (он широко внедрял в гвардии символику, заимствованную из опыта иранских стражей исламской революции). В мае 1992 года формирования ПИВТ приняли активное участие в столкновениях с правительственными силами и кулябскими ополченцами, выступавшими на стороне последних, а затем и в широкомасштабной гражданской войне, которая началась в Вахшской долине. Во время этой войны в Таджикистане прижились просторечные наименования исламистов и их противников — «вовчики» (ваххабиты) и «юрчики» (сторонники «красных»). 13 мая 1992 года было сформировано коалиционное правительство, в котором заместитель председателя ПИВТ Усмон получил должность заместителя премьер-министра. Осенью 1992 года полевой командир Ризвон и мулло Азам провозгласили в одной из зон наибольшего влияния партии — Каратегине — Гармскую исламскую республику (после ввода в Каратегин правительственных сил в феврале 1993 года Ризвон и Азам скрылись).
В Гиссаре и Каратегине, особенно в Ромитском ущелье (Вахдатский район), ПИВТ имела обширные плантации опиумного мака, который был одним из основных источников её финансирования. В отличие от юга и востока Таджикистана, где формирования партии брали активное участие в боевых действиях, в Ленинабадской области местным организациям ПИВТ вплоть до середины декабря 1992 года удавалось сохранять нейтралитет и поддерживать с областными властями нормальные отношения, в чём большая заслуга принадлежала председателю областной организации партии, инженеру из Ура-Тюбе Убайдулло Файзуллаеву и председателю Ходжентской городской организации ПИВТ, доценту Ходжентского государственного университета Абдулвахаду Кадырову. Однако, и на севере не всегда удавалось сдержать исламских экстремистов. В первой половине мая 1992 года, когда в Душанбе проходили митинги сторонников власти и оппозиции, молодёжные формирования матчинцев под руководством видного деятеля ПИВТ в Ленинабадской области, имам-хатиба одной из мечетей в Ходженте Курайшихона Ибрагимова попытались поставить под свой контроль областной центр Ходжент, однако были отбиты местными молодёжными группировками.
В январе 1993 года, после того, как силы «юрчиков» овладели Душанбе и установили контроль над большей частью территории Южного Таджикистана, власти Ленинабадской области обрушили репрессии на руководителей областной, городской и районных организаций ПИВТ, а также на поддерживавших их священников. В том же январе 1993 года Казият Таджикистана отделился от Духовного управления мусульман Средней Азии и Казахстана, которое базировалось в Ташкенте, а против Усмона, Тураджонзоды и председателя Демократической партии Юсупа были возбуждены уголовные дела по обвинению в развязывании гражданской войны. В феврале 1993 года Акбар Тураджонзода был отстранён от должности кази-калона; Казият был преобразован в Муфтият, а его главой был избран гиссарец Фатхуллохон Шарифзода. Но особенно жестоким репрессиям члены ПИВТ подвергались на юге страны. Многие рядовые члены партии оказались в отрядах боевиков, сражавшихся против проправительственных сил, часть исламистов и их родственников, главным образом, каратегинцев, прорвалась на территорию Афганистана (эти люди и являли собой основную опору сил оппозиции). 21 июня 1993 года коллегия Верховного суда Таджикистана запретила деятельность на территории республики Партии исламского возрождения, Демократической партии, движения «Растохез» и общества «Лали Бадахшон», которые обвинялись в создании собственных вооружённых формирований и попытке свержения конституционного строя. В сентябре 1994 года в Тавильдаринский район с целью оказания помощи оппозиции прибыл отряд арабских моджахедов во главе с полевым командиром Хаттабом, однако лидеры исламистов не сочли нужным пребывание в стране иностранных наёмников, и отряд Хаттаба через некоторое время оказался в Чечне.
В первой половине 90-х костяк руководства Партии исламского возрождения составляли выходцы из ишанского сословия, например председатель ПИВТ Мухаммадшариф Химматзода, организатор Национальной гвардии мулло Саид Киёмитдин Гози, второй заместитель председателя ПИВТ Саидибрахим Гадо, председатель ходжентской городской организации ПИВТ Абдулвахад Кадыров, видный партийный деятель в Ходженте Курайшихон Ибрагимов, руководитель Матчинской районной организации ПИВТ Абдурашид Фозил. Бывший кази-калон мусульман Таджикистана Акбар Тураджонзода также происходил из этого сословия. Среди рядовых членов ПИВТ было много крестьян, которых в 30-е — 70-е годы насильственно переселили из горных местностей на равнины (эти переселенцы традиционно сплачивались вокруг ишанов, поскольку те рассматривались в общественном сознании как естественные силы, способные сохранить специфику их этнографических групп). В больших городах, таких как Душанбе и Ходжент, значительную долю среди членов ПИВТ составляли работники торговли (они оказались в значительной мере маргинализованы, в том числе и потому, что благодаря своей профессии часто сталкивались с отрицательными сторонами советской и постсоветской действительности).
Крупнейшими объединениями исламистов в современном Таджикистане являются Исламское движение Узбекистана, Хизб ут-Тахрир аль-Ислами и Партия исламского возрождения Таджикистана, а также последователи течения Салафия. Почти все исламистские организации, запрещённые властями, для пополнения своей казны участвуют в незаконном обороте наркотиков, торговле оружием, промышляют вымогательством и похищениями людей. В конце 90-х многие исламисты, в том числе боевики Исламского движения Узбекистана, осели на Памире в ущелье Язгулем и в Исфаре; в Каратегинской долине были расположены лагеря саудовского шейха Аббаса. На исламистов замыкалась и часть умеренных моджахедов, перешедших после перемирия 1997 года на сторону правительственных сил (посты во власти поделили в зависимости от влияния полевых командиров, выделив им свои территории и сферы бизнеса, но часть исламистов не пошла на перемирие с Рахмоновым и создала так называемую «непримиримую оппозицию»). В начале октября 2000 года в результате двух взрывов, прогремевших в здании Христианской корейской миссии на окраине столицы Таджикистана, погибли 7 человек и ещё свыше 50-и получили ранения. Также в октябре в Душанбе был задержан начальник охраны вице-премьера правительства Таджикистана Ходжи Акбара Тураджонзоды Мухтор Джалилов, подозреваемый в причастности к серии терактов. 31 декабря 2000 года в Душанбе сработали два взрывных устройства — у входа в православную церковь, расположенную в восточной части города, и на южной окраине Душанбе, у входа в церковь адвентистов седьмого дня. В апреле 2001 года Верховный суд Таджикистана запретил деятельность организации Хизб-ут-Тахрир, после чего многие её члены были арестованы.
В январе 2009 года Верховный суд Таджикистана запретил деятельность салафитов. В октябре 2009 года в городе Исфара в ходе спецоперации силовыми структурами были ликвидированы четыре боевика Исламского движения Узбекистана, трое задержаны, а ещё нескольким удалось скрыться в горах (у исламистов изъято большое количество оружия и боеприпасов). 23 августа 2010 года из столичного СИЗО № 1 Госкомитета нацбезопасности, расположенного рядом с президентским дворцом, убив нескольких охранников, сбежали 25 преступников, входивших в антиправительственную группировку Негмата Азизова и Мирзо Зиеева (в том числе 14 граждан Таджикистана, среди которых два сына и брат Зиеева и братья Азизова, пятеро россиян, четверо афганцев и двое узбеков). Все они были арестованы в июле 2009 года в Тавильдаринском районе и накануне побега приговорены к длительным срокам тюремного заключения. 19 сентября 2010 года в ущелье Камароб (Раштский район) боевики полевых командиров Абдулло Рахимова, Аловуддина Давлатова и Мирзохуджи Ахмадова атаковали автоколонну Минобороны и Национальной гвардии Таджикистана (в результате массированного обстрела из гранатомётов и пулемётов погибли 28 военнослужащих, 12 получили ранения). В ответ вооружённые формирования МВД, Минобороны, Нацгвардии и КНБ, неся значительные потери в живой силе и технике, начали широкомасштабную «зачистку» Каратегина от окопавшихся там исламистов, в том числе боевиков Исламского движения Узбекистана (среди них было много язгулямцев), попутно выслеживая бежавших из СИЗО осуждённых (в конце сентября в Файзабадском районе были убиты таджик Рахмиддин Азизов и дагестанец Гусейн Сулейманов).
В октябре 2010 года в Раштском районе в обмен на полную амнистию сдались властям полевые командиры Мирзохуджа Ахмадов и Мулло Садриддин, а многие боевики сложили оружие (посредником в переговорах выступил бывший полевой командир оппозиции Шох Искандаров). Ахмадов после заключения межтаджикского мирного соглашения в 1997 году возглавлял до 2008 года РУБОП Раштского района, но позже, поссорившись с властями, организовал лагерь для подготовки террористов и укрывал у себя дома влиятельного исламиста Абдулло Рахимова. В декабре 2010 года в России был задержан видный полевой командир оппозиции Абдулвосит Латипов, на счету группировки которого десятки терактов и более 40 убийств, а также похищения людей с целью получения выкупа (одно время Латипов даже входили в личную охрану одного из лидеров Объединённой таджикской оппозиции Акбара Тураджонзоды). В январе 2011 года в Раштском районе были уничтожены Аловуддин Давлатов (Али Бедаки) и семеро его сторонников, а также проведена масштабная спецоперация силовых структур по нейтрализации вооружённой антиправительственной группировки полевого командира Камола, прошедшего подготовку в лагерях Афганистана и Пакистана. В апреле 2011 года в результате операции таджикских спецслужб в Нурабадском районе были уничтожены Абдулло Рахимов (Мулло Абдулло) и 10 его сторонников (силовики также понесли потери). После перемирия 1997 года Рахимов не сложил оружия, в конце 90-х перебрался в Афганистан, где воевал на стороне талибов, в 2009 году вместе со своим отрядом объявился в Тавильдаринском районе.

### Этнические группировки
- Узбекский клан

Узбеки составляют около 30 % населения Согдийской области, около 15 % — Районов республиканского подчинения, 13 % — Хатлонской области и около 10 % — Душанбе. Они находятся на острие традиционного противостояния ираноязычных и тюркоязычных народов в Средней Азии. Во время гражданской войны 1992—1997 годов руководство Узбекистана было вовлечено в конфликт, а таджикистанские и узбекистанские узбеки принимали непосредственное участие в боевых действиях. Турсунзадевские и гиссарские узбеки составляли значительную часть отряда, который в октябре 1992 года ворвался в Душанбе и сделал попытку закрепиться там. Они входили и в формирования Народного фронта, причём в конце 1992 года в этих формированиях было много узбеков-бедняков из кишлаков Сурхандарьинской области (такие узбеки-крестьяне вовлекались в вооружённые отряды благодаря обещаниям обеспечить каждого легковым автомобилем после занятия Душанбе). Кургантюбинские узбеки совместно с арабами принимали участие в погромах каретегинцев. Узбекистан являлся главным поставщиком оружия для сторонников Рахмонова, а рынок оружия находился в Карши, где «красные», вооружаясь, меняли имевшиеся у них хлопок и алюминий.
Уже с конца 1992 года вооружённые силы Узбекистана непосредственно участвовали в событиях, например, военнослужащие Ферганской воздушно-десантной дивизии патрулировали дороги Ленинабадской области, а уже после занятия Душанбе силами Народного фронта позиции «демократов» и исламистов обстреливались с вертолётов вооружённых сил Узбекистана. Во время гражданской войны многие узбекские отряды выходили из-под контроля таджикистанского правительства, ведя вооружённые действия на свой страх и риск. Особую позицию занимали и формирования узбеков-локайцев под командованием своего лидера Файзали Зарипова (Саидова), прославившегося особой жестокостью, и убитого вместе с Сангаком Сафаровым при не вполне ясных обстоятельствах (например, один из отрядов локайцев под командованием близкого к Зарипову полевого командира действовал самостоятельно в районе Калаи-Хумба в конце лета 1993 года). Весьма значительным явился и вооружённый конфликт между узбеками-народофронтовцами и каратегинцами в августе 1993 года, когда на стороне последних выступили даже их извечные враги — кулябцы.
Президент Узбекистана Ислам Каримов контактировал с узбекским лидером из Афганистана генералом Дустумом, а тот, в свою очередь, оказывал давление на министра обороны Афганистана таджика Ахмад Шаха Масуда с целью заставить его отказаться от оказания помощи таджикской оппозиции. В первой половине 90-х наиболее влиятельными узбеками были председатель Национального банка Таджикистана Каюм Кавмиддинов, вице-премьер Рустам Махкамов и министр по делам промышленности Шавкат Умаров. В январе-феврале 1996 года на фоне очередного мятежа Махмуда Худойбердыева в районах Турсунзаде и Курган-Тюбе местные узбеки, в том числе и военнослужащие правительственных сил, организовали вооружённое давление на высшее руководство Таджикистана с целью принудить его к принятию некоторых политических и кадровых решений. Сохраняется напряжённость между таджиками и узбеками в Душанбе, вызванная различными причинами, в том числе проблемой раздела сфер влияния и сложившимся после гражданской войны доминированием узбеков в коммерции (вследствие того, что почти все торговые пути вели через Узбекистан). Сегодня узбеки удерживают лидирующие позиции в сфере финансов и торговли (особенно в Худжанде), занимаются экспортом овощей и фруктов, а также поставками наркотиков.
- Арабский клан

Таджикистанские арабы на протяжении многих столетий живут в пределах Курган-Тюбинской и Кулябской областей, а также небольшой общиной в Душанбе. До сих пор арабы Таджикистана ощущают себя потомками пророка Мухаммеда и его сподвижников и законными носителями исламского начала и мусульманского благочестия. Перенаселённость юго-западных областей республики уже в 80-х годах провоцировала межнациональные конфликты, один из которых — между арабами и таджиками-переселенцами — произошёл в конце 1991 года. Осенью 1992 года местные арабы активно выступили на стороне кулябских формирований, а молодые люди арабского происхождения под угрозой физической расправы вынуждали своих соседей-каратегинцев бросать дома и имущество и покидать насиженные места (не единичны случаи зверских убийств арабами каратегинцев, тела которых сбрасывались в арыки). Интересы арабов лоббировал Союз арабов Таджикистана, основанный доцентом Таджикского сельскохозяйственного университета Ш. Акрамовым (на конец 1992 года в Союзе насчитывалось 16 тыс. членов старше 16 лет).
- Цыганский клан

Среднеазиатские цыгане делятся на несколько этнических групп — люли (джуги), парья (чангар), кавол, чистони и согутарош. Люли занимаются попрошайничеством, гаданием, кражами и торговлей наркотиками, используя с этой целью своих родственников в Санкт-Петербурге и Москве, чистони специализируются на воровстве, парья — на торговле насом, кавол и согутарош — на мелкой торговле (многие цыгане устраивают собачьи и петушиные бои, промышляют производством и сбытом самогона, держат в хозяйстве рабов). Джуги, согутарош, кавол и чистони используют тайные языки (арго), на которых общаются в присутствии чужаков. Как и таджики, среднеазиатские цыгане делятся на тупы и авлоды. Основными местами расселения цыган являются Гиссарская долина, окрестности Душанбе и Куляба.
- Афганский клан

В Таджикистане осело несколько волн афганских беженцев (самые крупные случились после свержения режима Наджибуллы в 1992 году и после прихода к власти талибов в 1996 году), но большинство афганцев используют республику как транзитный коридор для дальнейшего перемещения в Россию. К 2001 году, когда Россия и Таджикистан активно помогали Северному альянсу, в Кулябе даже базировалась авиация Масуда. Сегодня афганцы контролируют несколько так называемых «Афган-Базаров» (в Хороге, Ишкашиме и Душанбе возле главного железнодорожного вокзала), где процветает розничная торговля наркотиками и китайским ширпотребом.
- Китайский клан

Китайцы контролируют десятки оптово-розничных торговых фирм, магазины и торговые ряды на вещевых рынках, осуществляют строительство дорог, мостов, промышленных предприятий и других объектов (нередко на почве конкуренции за рабочие места случаются драки между китайцами и местными жителями). Китай является вторым после России торговым партнёром и инвестором в экономику республики, благодаря чему даже добивается территориальных уступок от Таджикистана. На этом фоне китайцы наладили каналы переправки через Таджикистан огромных партий ширпотреба, идущего в Среднюю Азию и Россию.
- Чеченский клан

Часть чеченцев, депортированных в 1944 году в Среднюю Азию, попали на урановые рудники Табошара и Адрасмана, с 60-х годов они уже промышляли в Душанбе рэкетом «теневиков» (работников торговли, «цеховиков», разбогатевших на приписках хлопка директоров колхозов и совхозов). Позже чеченцы, бежавшие в период первой и второй чеченской войн в Таджикистан, внедрились в транзит героина и опия в Россию (особенно через свои диаспоры в Кыргызстане, Туркменистане и Казахстане, а также благодаря связям с талибами), участвовали в поставках оружия землякам-сепаратистам. Также многие чеченцы воевали на стороне таджикской оппозиции против сил «красных», а после перемирия 1997 года или перебрались в Афганистан, или осели в Каратегине и Бадахшане.

### Воровское движение
Длительное время в таджикских тюрьмах и лагерях не было местных воров в законе, в основном верховодили выходцы с Кавказа и России. Первым таджиком, которого в 50-е годы короновали на «сходке», был душанбинец Остона из района «Третьей базы», имевший большой вес в криминальном мире (позже его след затерялся где-то в лагерях Сибири). В 70-е годы был коронован Хасан из Ура-Тюбе, затем — душанбинец Азиммурод из района Нагорной. В конце 50-х — начале 60-х годов особым признанием пользовались таджикские авторитеты Шохин («Красюк»), Шариф, Боборозик, Нозим, Азизкул. В 1978 году побывавший в Таджикистане вор в законе Юлдаш Ташкентский внедрил «общак». С этого времени «смотрящим» за столицей стал известный авторитет Батя, родной брат Шохина (он собирал средства в «общак», исправно «грел» колонии страны и земляков, сидевших за рубежом). Также большую помощь в поддержке таджикистанцев, находившихся в зонах бывшего Союза, оказывал душанбинский авторитет Шах. В конце 80-х — начале 90-х годов во главе заключённых стояли вор в законе Азиммурод, авторитеты Кувват и Файз (Дароз). В тот неспокойный период были убиты многие криминальные лидеры страны, в том числе Азиммурод и Файз. Сильные уголовные традиции наблюдались в СИЗО Душанбе, Худжанда, Куляба, Курган-Тюбе и Хорога, а также в колонии № 7 (Душанбе) и колонии № 8 (Курган-Тюбе).